# Architettura novecentesca in Abruzzo
Questa voce illustra la storia dell'architettura abruzzese della prima metà del Novecento, dagli anni Dieci del Novecento sino agli anni Quaranta, in particolare durante il regime fascista. Durante questi decenni si intercorsero gli stili dell'Eclettismo, del Liberty, del Moresco, del Revival gotico e dell'Arte Littoria. 

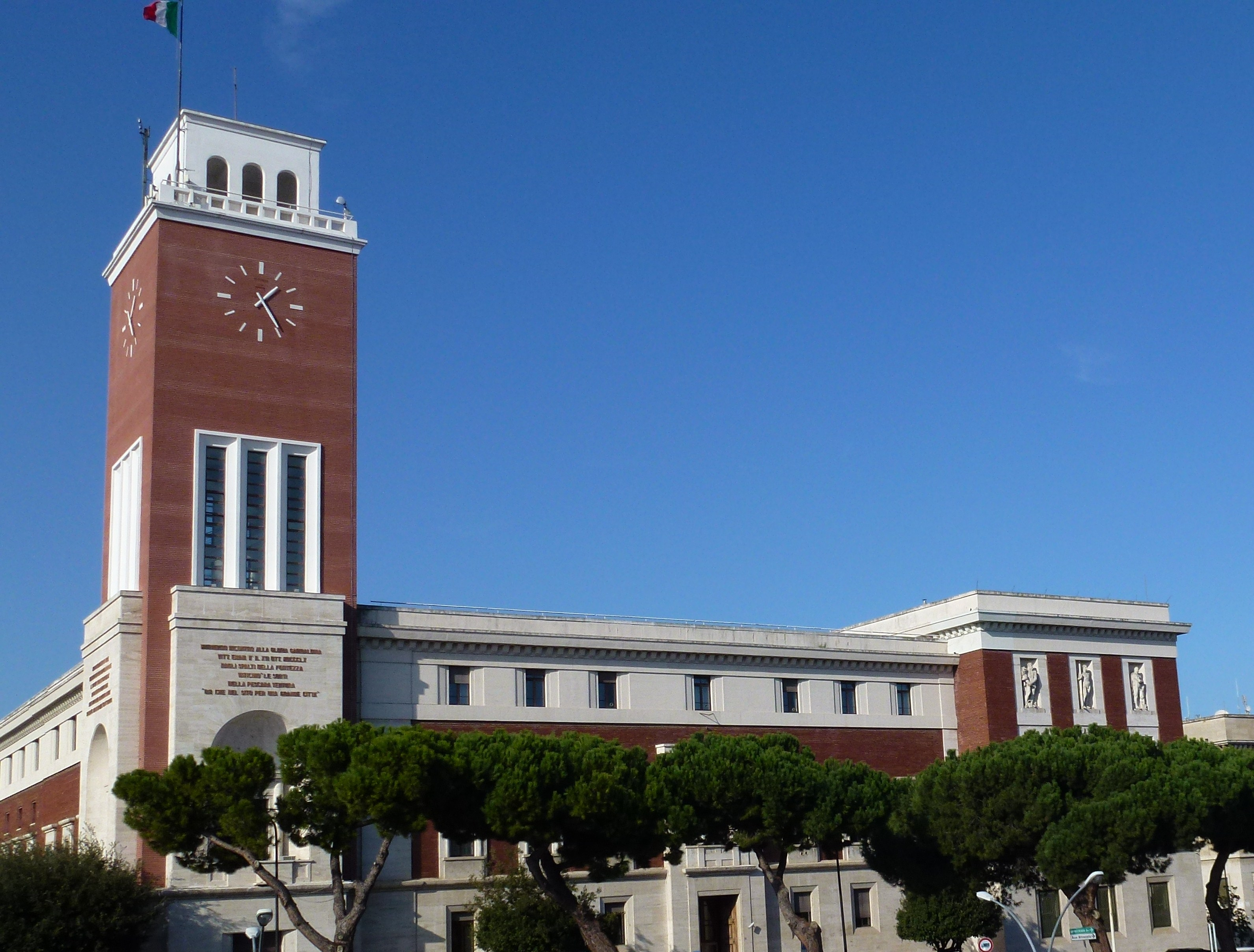
Pescara: palazzo di Città, opera di Vincenzo Pilotti

## Eclettismo abruzzese (anni 1910-1920)
Questo "eclettismo abruzzese" fa riferimento alla scelta di adottare diversi stili architettonici come il Liberty, il neogotico, lo Jugendstil, il moresco e il neorinascimentale, usati sia nel restauro di chiese che per la costruzione di nuovi palazzi e di ville private.
Si tratta del primo movimento in cui i committenti privati e gli architetti danno libero spazio all'affermazione della propria identità, rompendo schemi ben definiti delle correnti artistiche precedenti, come l'architettura barocca, romanica, medievale o neoclassica.
Nell'area situata tra Chieti e Pescara, gli architetti Antonino Liberi, Camillo De Cecco e Vicentino Michetti furono testimoni attivi del movimento culturale che negli anni Ottanta dell'Ottocento era volto alla reinterpretazione e alla promozione della cultura popolare e tradizionale abruzzese, sviluppandosi proprio a Francavilla al Mare e nella stessa Pescara, con il cenacolo del Michetti nel Conventino.
Ne sono esempio l'uso di decorazioni floreali e naturali presenti nei cornicioni dei palazzi, come quelli di Sulmona in via Vittorio Veneto, o nel Palazzo Muzii-Castelli di Vincenzo Pilotti a Teramo, nel palazzo Sirena di Antonino Liberi del 1888, e negli alberghi storici di Francavilla al Mare. Nel periodo del monumentalismo fascista, queste decorazioni allegoriche verranno utilizzate da Vincenzo Pilotti per la propaganda del regime, per adornare il cornicione del Palazzo del Governo di Pescara, raffigurante sia i "simboli" della natura, che dei mestieri della neonata provincia.
Tale principio di affermazione identitaria non venne abbandonato nel periodo dello sperimentalismo eclettico, neppure nel pieno regime dell'arte littoria. L'architettura littoria razionalista fu rappresentata maggiormente in Abruzzo da Vincenzo Pilotti, con evidenti richiami al classicismo greco, eccezion fatta per alcuni palazzi a L'Aquila progettati da architetti romani, come la sede INPS di corso Federico II e l'INAIL di corso Vittorio Emanuele.
Il marchigiano partì da una base eclettico classicista come il palazzo Muzii-Castelli di Teramo sul corso Cerulli, quando nel 1926 fu istituito il comune unito di Pescara e la sua provincia, contribuendo a rinnovare l'architettura cittadina, rendendola inoltre protagonista e rappresentante del movimento monumentalista, poi littorio in Abruzzo, con la costruzione dei complessi del Palazzo del Governo e del Municipio di Pescara avvenuto tra il 1936 ed il 1937 in piazza Italia, del Cinema Teatro Massimo e del liceo classico. Insieme a lui Cesare Bazzani seguì una linea più classica del monumentalismo di regime per la nuova Cattedrale di San Cetteo, costruita tra il 1933 ed il 1938, per il ponte Littorio, la cui costruzione iniziò nel 1935, per essere poi distrutto nel 1944 e per il palazzo delle Poste.
Oltre al carattere prettamente celebrativo e monumentale, corrispondente ai dettami del fascismo, l'eclettismo abruzzese si espresse in tonalità diverse nella realizzazione di ville e palazzine private, soprattutto nel teramano, nella costa adriatica di Giulianova, Roseto degli Abruzzi, Pineto. Prima della Seconda guerra mondiale molti alberghi eclettici sorgevano anche sulla riviera di Francavilla, Vasto Marina, come Villa Marchesani. Anche paesi come Guardiagrele, Nereto, Mosciano Sant'Angelo presentano architetture private, ma anche di rappresentanza, come le sedi municipali, in stile eclettico, variante dal neogotico al moresco al neoromanico.

### Architetture eclettiche aquilane
- Villa Silvestrella, situata in viale Duca degli Abruzzi
- Villa Tomai, situata tra via XX Settembre e l incrocio con viale Crispi, ora demolita
- Villa Rivera, situata all' incrocio di via XX Settembre con viale Crispi, e edificata in stile pseudo medievale
- Villa Nurzia, situata in viale Crispi
- Villa Relleva, situata in viale Collemaggio
- Palazzetto neogotico di Piazza Duomo, costruito dopo il 1927
- Portici del Palazzo Federici, situati all'incrocio di corso Vittorio Emanuele con Piazza Duomo, costruito dopo il 1924

### Eclettismo a Pescara

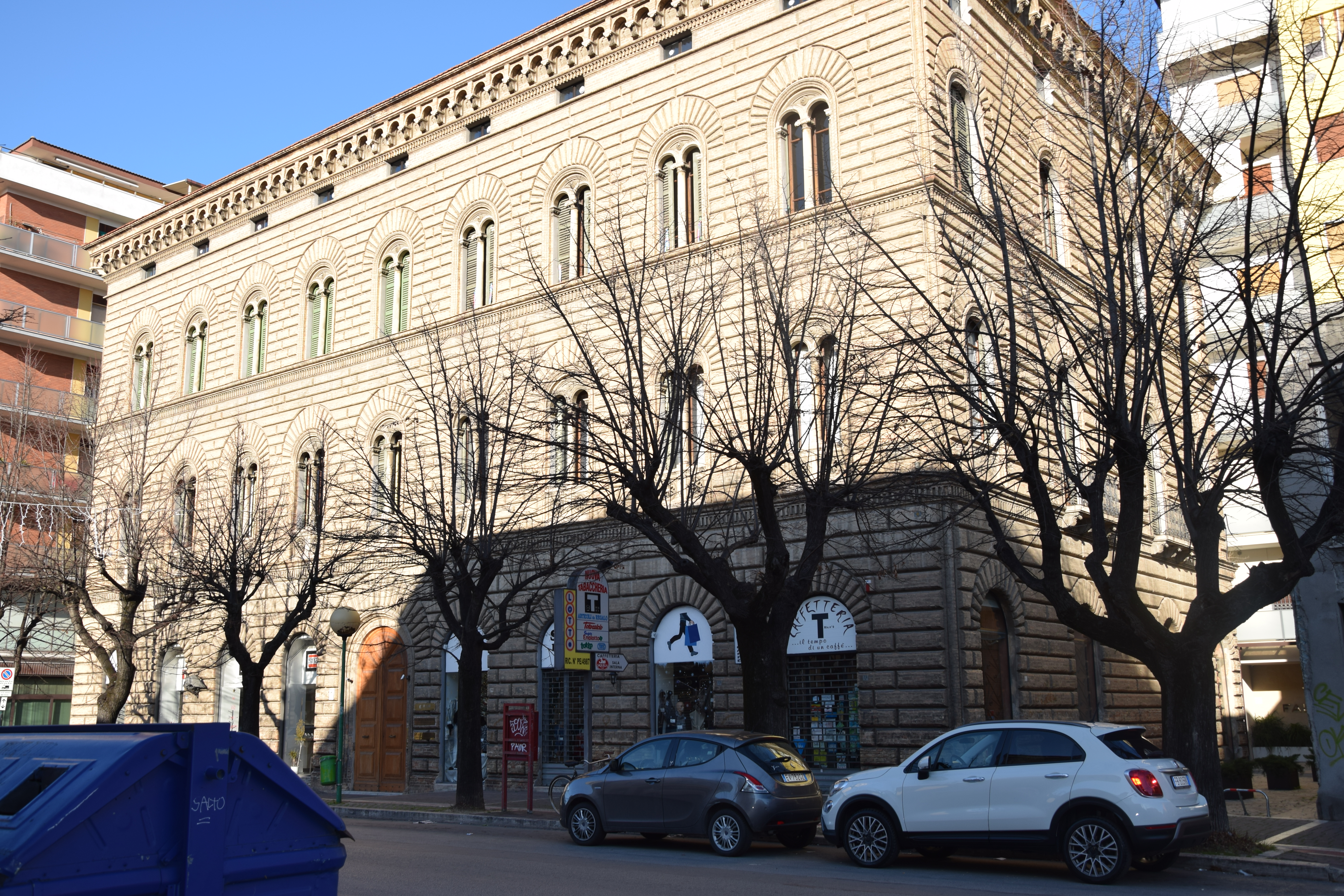
Palazzo Perenich, Pescara

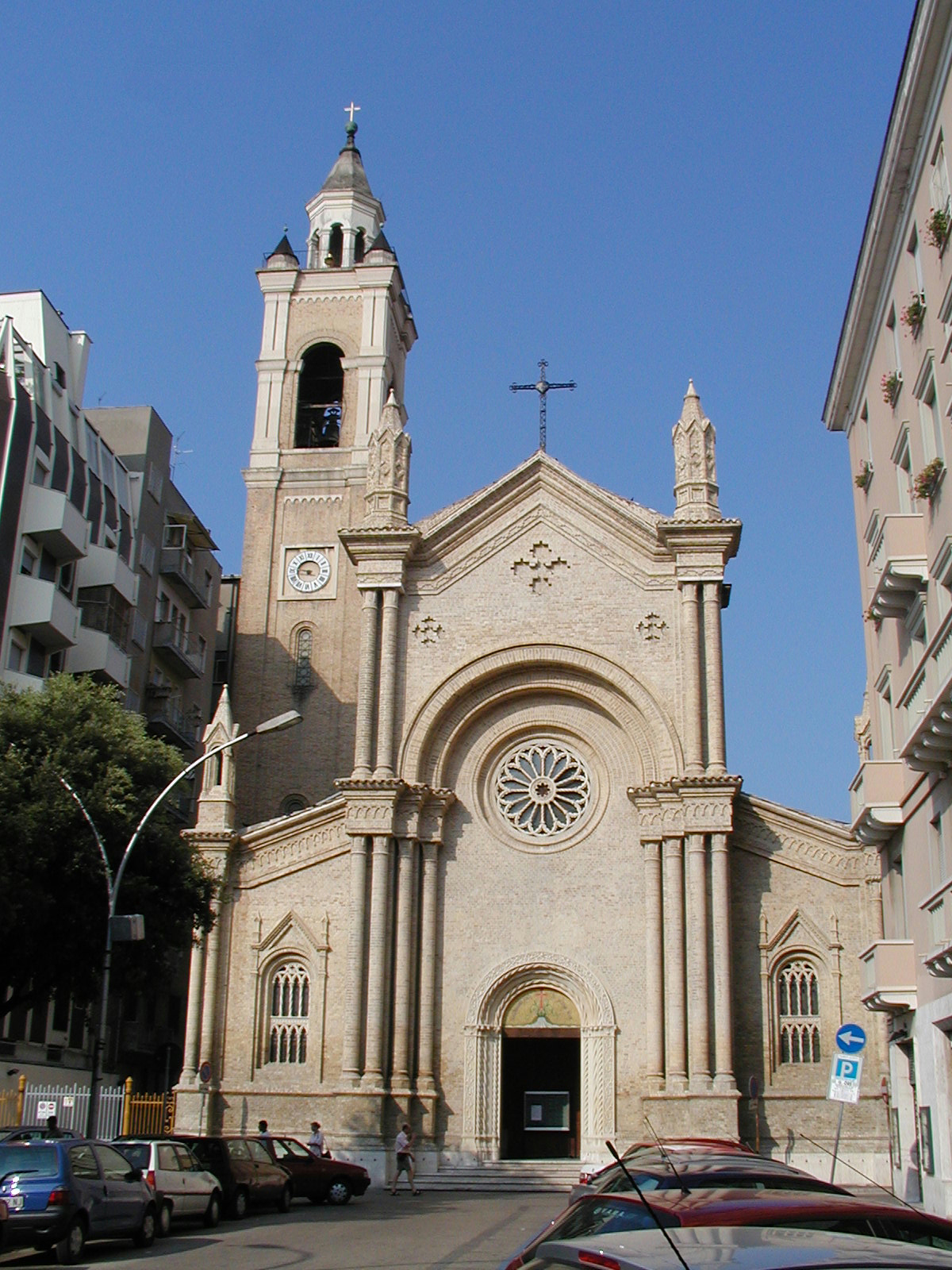
Chiesa del Sacro Cuore di Pescara, stile neoromanico

L'eclettismo abruzzese si è diffuso in maniera non uniforme nel territorio, come ad esempio a L'Aquila si può annoverare solo l'esempio di Villa Silvestrella, presso Porta Branconio, lo stile architettonico Liberty ebbe rapida presa nella riviera di Pescara, per via di Antonino Liberi. Bisogna notare la distinzione netta tra la città antica di D'Annunzio e della fortezza dal comune di Castellammare Adriatico, situato a nord del fiume, sviluppatosi pienamente alla fine dell'Ottocento con grandi viali alberati: la piazza del Mercato dinanzi alla stazione ferroviaria, il corso Vittorio Emanuele, il corso Umberto I che arriva sino alla riviera, ecc. Non avendo problemi di impaludimenti e di barriere murarie quali i bastioni della vecchia fortezza come a Pescara, la cittadina di Castellammare si sviluppò molto velocemente, tanto da scatenare forti rivalità tra le due realtà urbane, che si uniranno infine nel 1927.
Tornando ad Antonino Liberi, "cavaliere" dell'architettura rinascente della nuova Pescara "Portanuova", avendo già firmato il Palazzo Perenich, sul viale D'Annunzio, un esperimento di palazzo in bugnato costruito in stile fiorentino, e il Kursaal della Sirena a Francavilla al Mare del 1887, ricostruito nel 1947 come Palazzo Sirena. Nel 1912 la giunta comunale di Pescara approvò il progetto di risanamento del parco della "Pineta Dannunziana" a sud del fiume, al confine con Francavilla.
Le attuali via Luisa d'Annunzio, viale della Pineta, viale Scarfoglio e viale Primo Vere vennero costellate di villini, in gran parte progettati dal Liberi, che rispondevano alle esigenze classiche del Liberty, con decorazioni in stucco a tralci vegetali e motivi fitomorfi : Villa De Lucretiis, Villa Clerico, Villa Pace, le ville nel quartiere della Pineta, non dimenticando l'importante struttura di Mario Pomilio dell'ex Kursaal dell'Aurum, liquore abruzzese prodotto a Pescara, mentre nella vecchia Castellammare, oggi cuore pulsante di Pescara, vennero realizzati il Palazzo Muzii in piazza Salotto in stile neorinascimentale e il Palazzo Verrocchio, oggi Hotel Esplanade, mentre nel quartiere di Pescara vecchia vennero realizzati il Palazzo "Camillo Michetti" con l'annesso teatro "Vicentino Michetti".

Architetture (lista parziale):

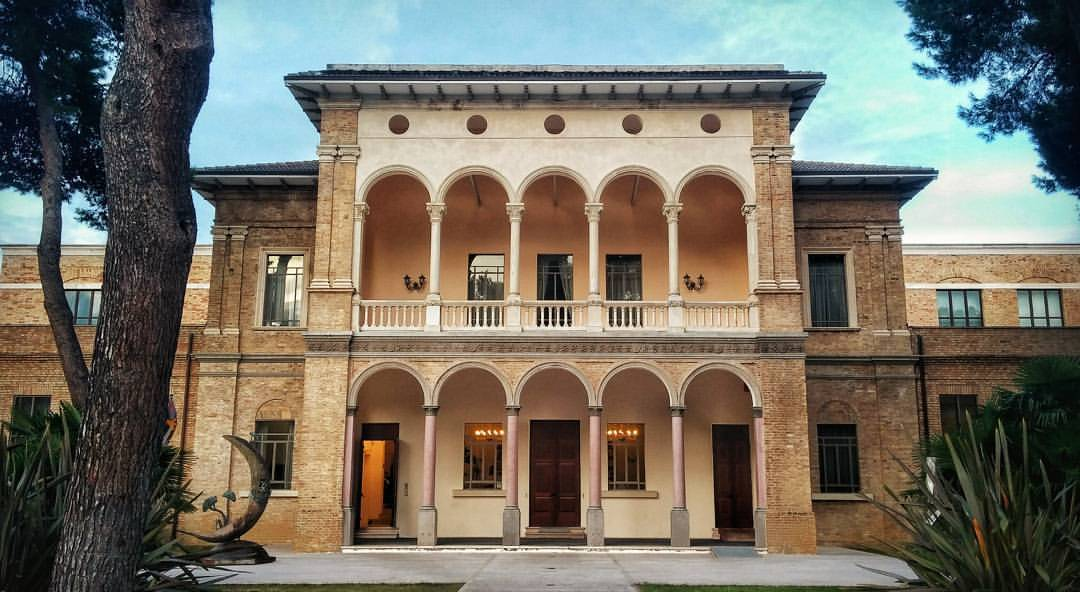
Ex Kursaal di Pescara

- Palazzo Perenich - Pescara (1884), viale D'Annunzio (ex via Umberto I)
- Kursaal di Pescara (Palazzo Pomilio) - Pescara (1910), viale Luisa d'Annunzio
- Palazzo Michetti con teatro di Vicentino Michetti (1910), viale D'Annunzio, costruito sopra il vecchio palazzo della posta
- Palazzo della Banca d'Italia - Pescara - piazza XX Settembre (oggi piazza Alessandrini), distrutto nel 1943, stile misto
- Palazzo Pace - Pescara (piazza Garibaldi, lato via dei Bastioni), costruito negli anni '20
- Torre campanaria della chiesa di San Giacomo - Pescara (via dei Bastioni), anni '20, distrutta nel 1943
- Ex litografia di Basilio Cascella, ora Museo civico "B. Cascella" - Pescara - viale Marconi
- Villa Sabucchi - Castellammare Adriatico - viale Bovio, danneggiata durante la guerra, demolita negli anni '60
- Villa De Landerset - Castellammare - via del Santuario (misto)
- Kursaal Muzii - Castellammare (piazza Crispi, attuale piazza 1º Maggio), demolito nel 1923 per il teatro Pomponi, a sua volta demolito nel 1963, zona parcheggio
- Stazione di Castellammare, poi Pescara Centrale, fine Ottocento, stile neoclassico (attuale sede dell'ICRANET), piazza della Repubblica
- Chiesa del Sacro Cuore - Castellammare, piazza Vittorio Emanuele (oggi piazza Sacro Cuore), stile neoromanico, misto
- Palazzo della Banca - Castellammare, angolo dell'attuale piazza Italia con corso Vittorio Emanuele, distrutto dalla guerra

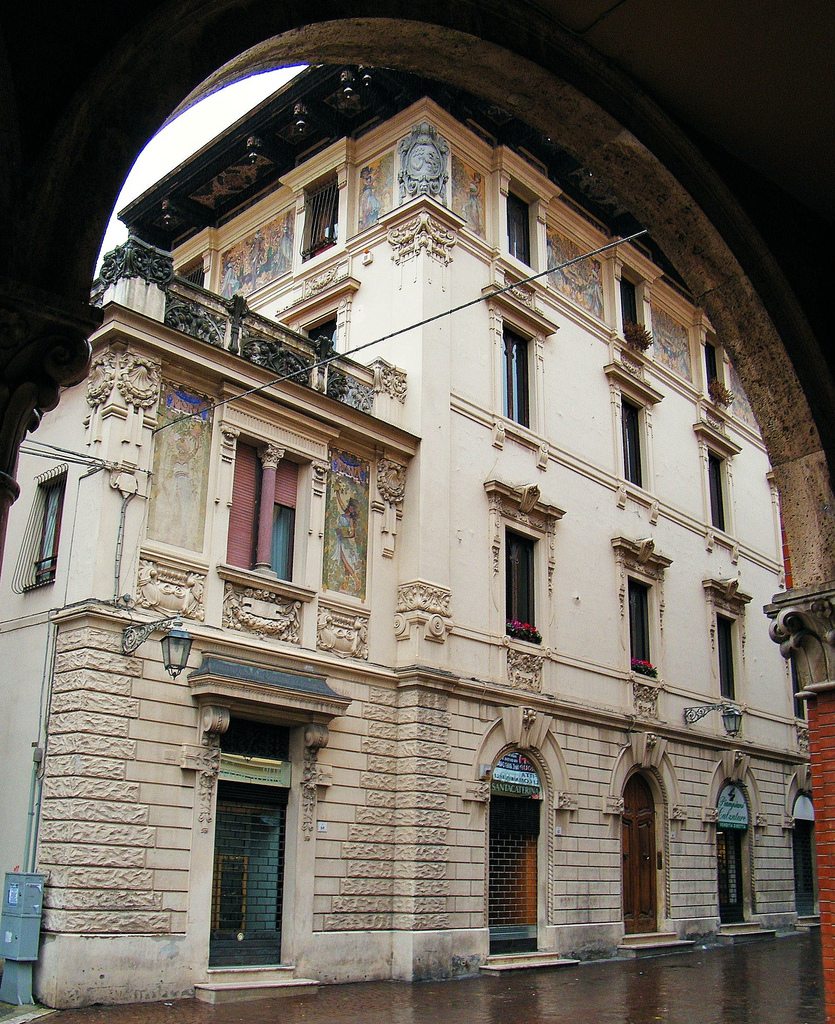
Palazzo Muzii-Castelli a Teramo, corso Cerulli

### Eclettismo nella provincia di Chieti
L'eclettismo Liberty abruzzese apparve negli anni venti con l'avvento del fascismo. Nelle opere non di regime, gli esempi migliori sono il Palazzo Muzii-Castelli di Teramo, ornato da tettoia neorinascimentale e figure umane e vegetali celebranti la cultura agricola abruzzese. Il Liberty abruzzese infatti si può dividere in eclettismo neorinascimentale, eclettismo neoclassico di regime e neoromanico. Il Liberty venne usato pressoché nelle ville signorili, e in case private, come Casa del Mutilato a Teramo in stile rinascimentale, le ville costiere del teramano e del chietino, come Villa Marchesani a Vasto. Sempre nel chietino, i due centri che beneficiarono in particolare di questo stile sono, Lanciano, Vasto e Guardiagrele. La prima grazie al nuovo corso Trento e Trieste, edificato dal Sargiacomo nel 1904 circa, negli anni venti si dotò di signorili palazzi che avrebbero dovuto rappresentare un'entrata scenografica nel centro storico dalla villa comunale, nonché il nuovo potere economico e commerciale della città nuova.
L'architetto Donato Villante fu uno dei progettisti più influenti, realizzatore della maggior parte dei palazzi del corso, che si distinguono per la loro varietà stilistica che spazia dal neorinascimentale al neoclassico e al Liberty eclettico: Palazzo De Angelis o del Banco di Roma, Palazzo Martelli Fantini, Palazzo Iavicoli Di Santo, Palazzo Bielli, Palazzo Paolini Contento, Palazzo De Simone.
A Guardiagrele il Liberty venne usato come decorazione di palazzi civili realizzati su preesistenti costruzioni, e gli esempi più interessanti sono la casa di via San Giovanni, il Palazzo del Priore e Palazzo Liberatoscioli. Si tratta di costruzioni che mostrano chiaramente tracce del proto-razionalismo fascista, che negli anni venti consisteva nella monumentalità dell'insieme, e nello schematismo delle forme, sintetizzato in una comunione con le linee curve.

Teatro Vittoria di Ortona

A Vasto l'eclettismo si sviluppò soprattutto con l'arrivo del fascismo, quando venne realizzata la monumentale piazza Rossetti, collegata al corso Italia, che immetteva alla villa comunale. Gli elementi più nitidi della presenza fascista in città sono il Politeama Ruzzi con l'aquila littoria, e il Palazzo delle Poste, con i fasci littori, mentre le costruzioni edificate lungo il corso nuovo, a metà tra il neoclassico e il neorinascimentale, sono Palazzo Bottari, Palazzo Cieri, Palazzo De Sanctis, Palazzo Martella e Palazzo Melle-Molino.

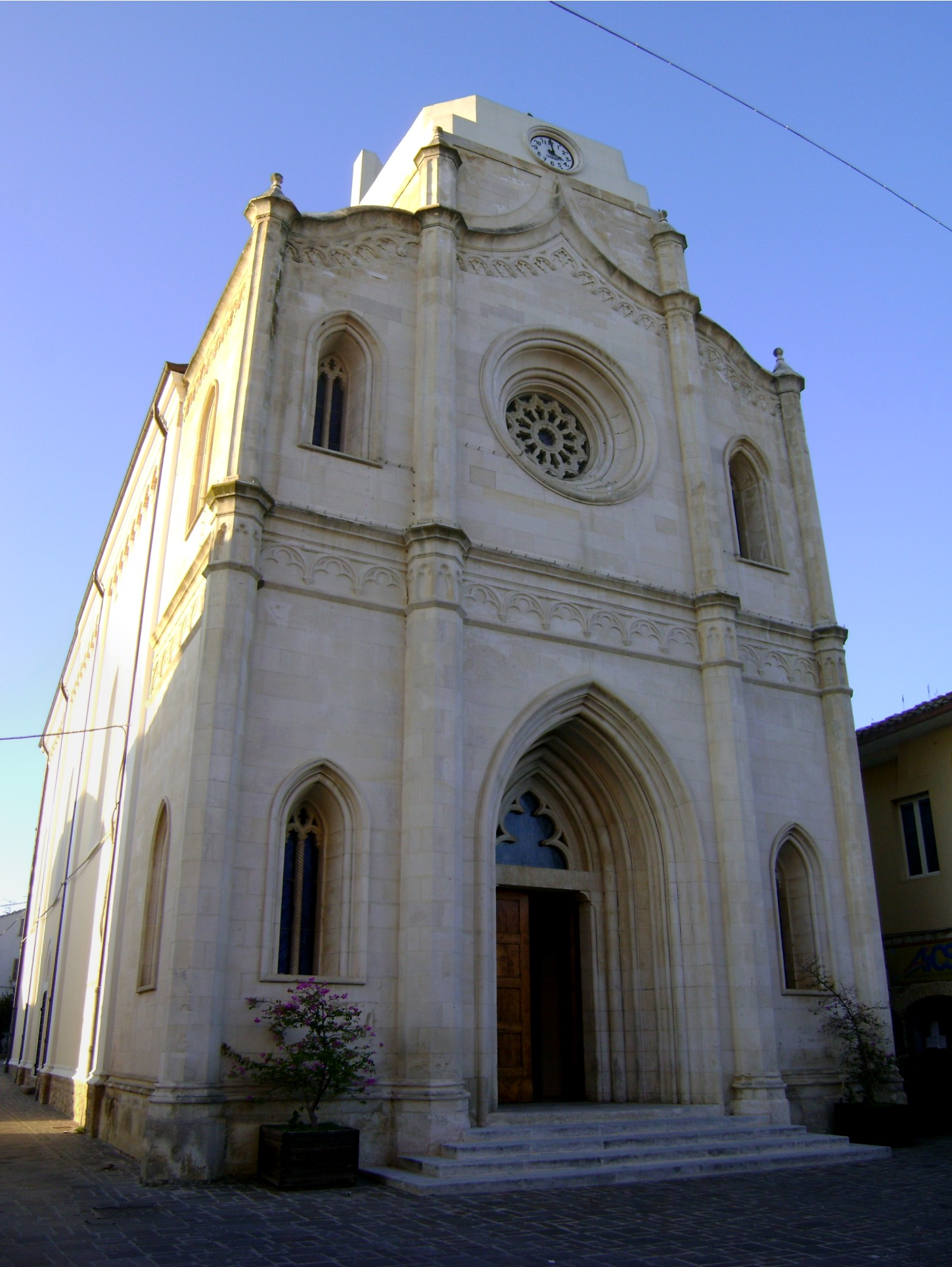
Chiesa dell'Assunta a Sant'Eusanio del Sangro, stile neogotico, 1920

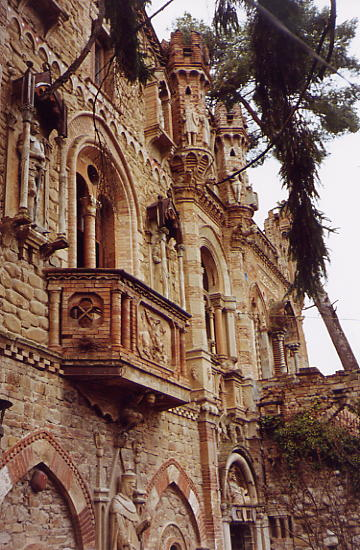
Castello Della Monica di Teramo

## La ricostruzione della Marsica dopo il 1915
Per accelerare l'opera di riedificazione dei centri maggiormente colpiti, tra cui Avezzano stessa, vennero scelti dei piani urbanistici moderni, con sistema viario a scacchiera, alternato da piazze e giardini pubblici. Avezzano, insieme a Collarmele, Aielli, Ortucchio, Gioia dei Marsi, Magliano de' Marsi, Cerchio fu interamente ricostruita seguendo questo schema, adottato anche nel 1934 per le nuove città di fondazione sull'Agro Pontino, quali Latina, Pomezia e Sabaudia: una piazza centrale con la chiesa parrocchiale, il palazzo comunale, il palazzo delle poste e le strutture principali economico-politiche, il sistema viario principale del cardo e decumano,  il collegamento con i giardini pubblici, e il campo sportivo.

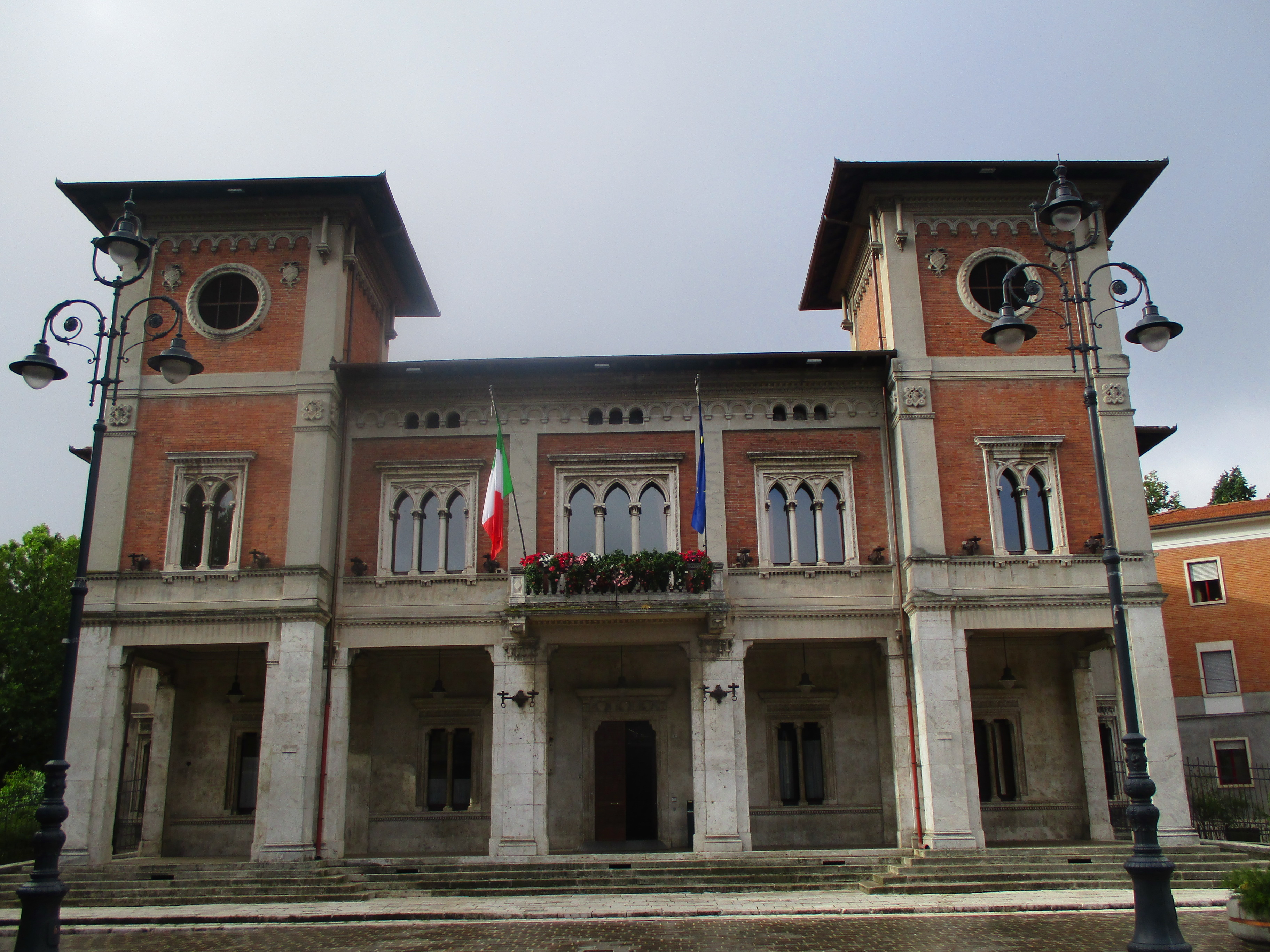
Palazzo Comunale di Avezzano

Oggi gran parte dei centri della Marsica hanno questo aspetto. Lo stile eclettico che presentano è molto vario, spostandosi dal monumentalismo tipico del fascismo, non ancora razionalista, al neoromanico-Liberty impiegato per le architetture religiose. Parlando della città maggiore di Avezzano, il Palazzo Municipale venne realizzato nel 1928 da Sebastiano Bultrini in stile eclettico neogotico-Liberty, il Palazzo Torlonia venne rifatto nel 1925 da Giovanni Torlonia in uno stile misto, il Palazzo del Seminario nel 1928 fu ugualmente firmato dal Bultrini, reinterpretando le moderate forme tardo-rinascimentali barocche dei palazzi signorili romani, la Cattedrale di Avezzano invece venne ridisegnata completamente su piazza Risorgimento nel 1930, completata nel 1942, assumendo un severo aspetto monumentale esterno, e uno più tenue e rinascimentale all'interno, rifacendosi alle chiese emiliano-marchigiane.

### Architetture eclettiche della Marsica
Nella Marsica è stato principalmente scelto il cosiddetto stile di costruzione Liberty, stile che mischia il moresco con il neoromanico di ispirazione toscano-pisana, oppure il neogotico con portali e finestre ad arco ogivale all'inglese, o ancora stili misti di architettura neorinascimentale, massiccia, sobria e lineare nelle prospettive dei volumi.

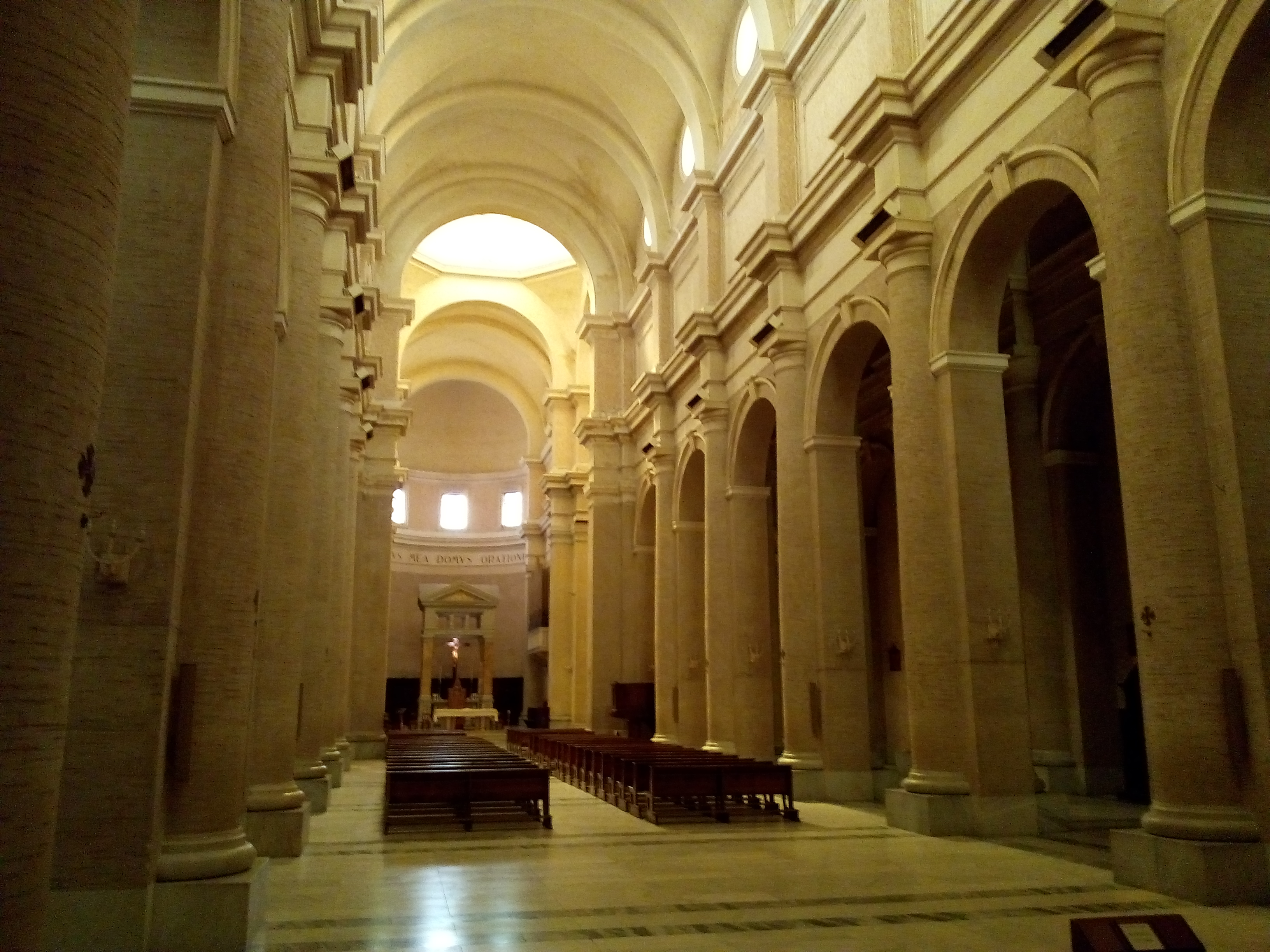
Interno della Cattedrale di Avezzano
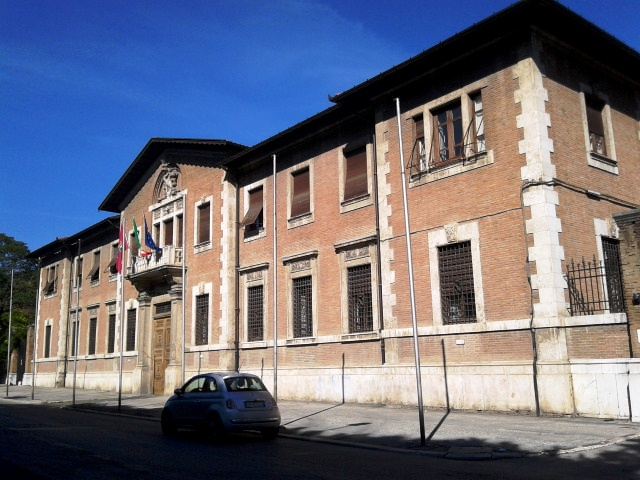
Palazzo Torlonia di Avezzano
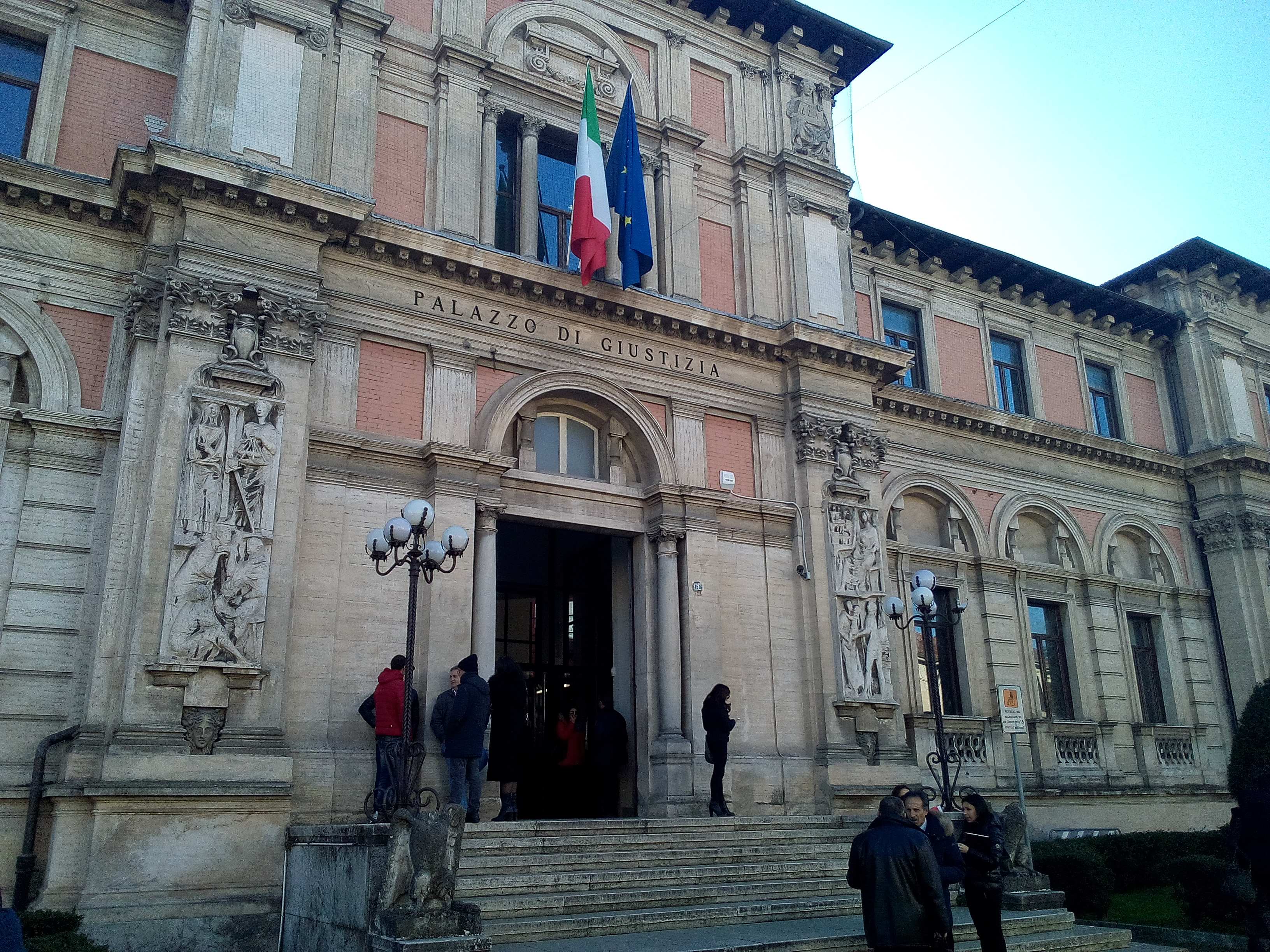
Palazzo del Tribunale, Avezzano
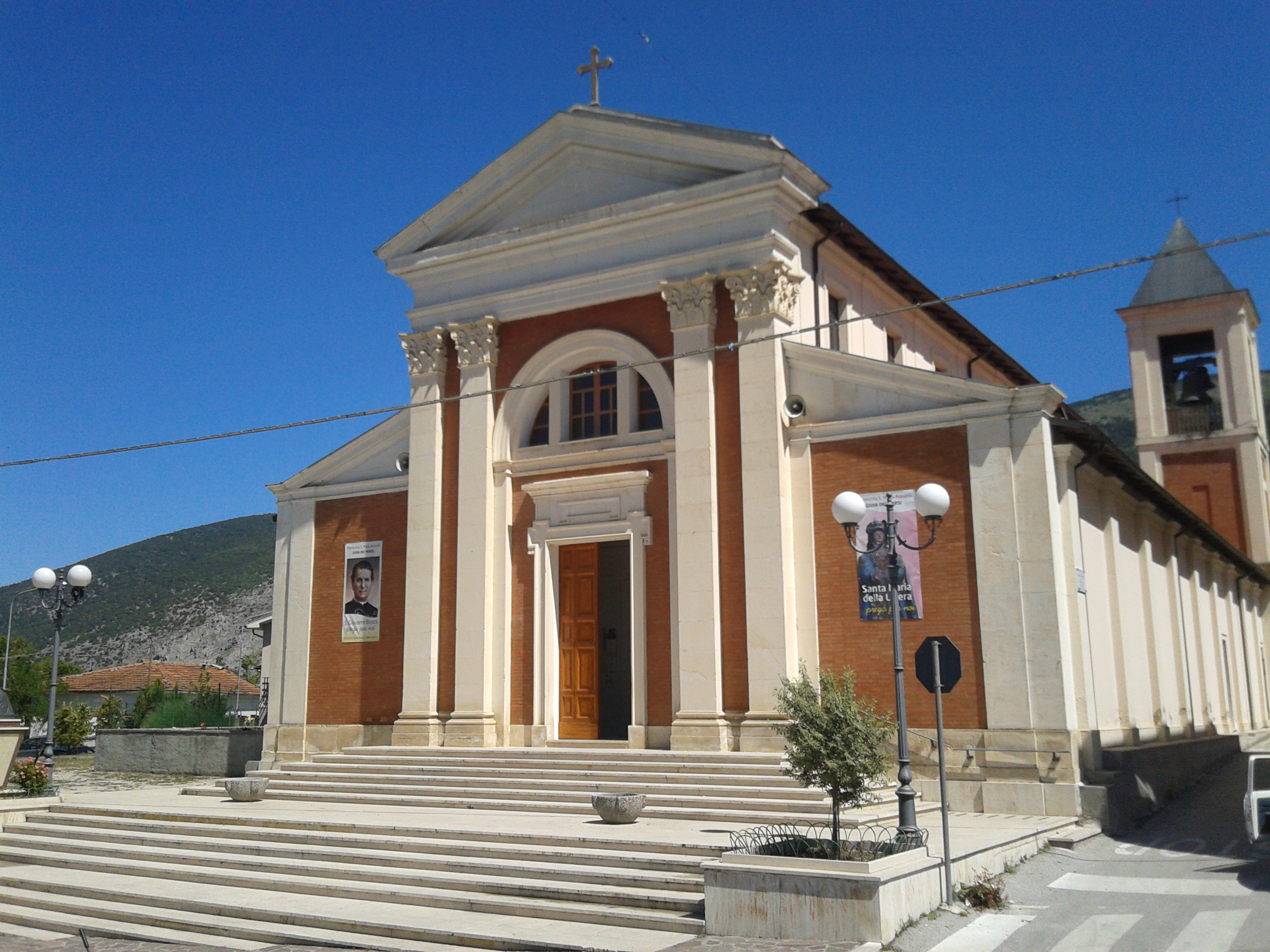
Chiesa madre di Gioia dei Marsi
Piazza Risorgimento ad Aielli alta e chiesa madre

Lista parziale:
- Cattedrale dei Marsi o di San Bartolomeo e piazza Risorgimento - Avezzano, costruita dopo la guerra, in stile monumentalista e neorinascimentale
- Palazzo di Giustizia - Avezzano, del 1930, in stile misto, neorinascimentale, progetto di Luigi Gallo
- Palazzo del Comune - Avezzano, stile misto, neogotico italiano, progetto di Sebastiano Bultrini
- Palazzo Torlonia - Avezzano, del 1925, stile misto, neobarocco
- Palazzo Vescovile di Avezzano, costruita tra il 1919 ed il 1925, di Sebastiano Bultrini, progetto neobarocco, neoclassico
- Chiesa di San Francesco - Avezzano e convento - stile neogotico, neoclassico
- Chiesa di San Michele - San Pelino di Avezzano, neoromanico misto
- Chiesa di San Sebastiano - Paterno di Avezzano, neoromanico
- Chiesetta di San Giuseppe - Avezzano, via Crispi - neoromanico
- Chiesa di San Giovanni - parrocchia di Luco dei Marsi, neobarocco, neoclassico
- Palazzo comunale di Luco dei Marsi - monumentalista, pseudomedievale
- Chiesa della Madonna di Candelecchia - Trasacco - monumentalista, neoclassico
- Parrocchia di Santa Maria Assunta - Gioia dei Marsi e palazzo comunale - monumentalista, neoromanico
- Parrocchia di Santa Maria Assunta - Lecce nei Marsi, monumentalista, neoromanico
- Chiesa di San Vincenzo a Gioia Vecchio - monumentalista, neorinascimentale, dopo il 1933
- Parrocchia di Santa Maria Capodacqua - Ortucchio, monumentalista, reazionalista
- Parrocchia di Santa Maria Assunta - San Benedetto dei Marsi, monumentalista, razionalista
- Chiesa di San Giuseppe e municipio di Pescina - monumentalista, neoromanico
- Chiesa di San Giovanni Battista - Cerchio - monumentalista, neoromanico pisano
- Chiesa di San Lidano - Pero dei Santi di Civita d'Antino, monumentalista
- Parrocchia di Santa Felicita - Collarmele, monumentalista, neoromanico stile toscano

## Architettura fascista o littoria

### Prima fase del fascismo in Abruzzo
Da un punto vista architettonico, gli anni '20 nell'Abruzzo del XIX° secolo, oltre per la costruzione di nuovi palazzi, chiese, monumenti, sono ricordati soprattutto per la ricostruzione dei centri marsicani distrutti dal terremoto del 1915, caratterizzati da un lungo processo di normalizzazione e monumentalizzazione delle architetture e degli impianti urbani dei quartieri degradati. Vennero smantellati definitivamente resti di porte e di mura medievali, che nel primo Novecento erano visti come un ostacolo al progresso.
Così, nel 1927 questo processo prese definitivo avvio con la demolizione del quartiere San Paolo, ossia la zona dei tempietti romani, nella città di Chieti, mentre a l'Aquila iniziò con la modifica consistente di piazza Duomo e del grande asse viario del corso Vittorio Emanuele a nord, e del corso Federico II a sud. Qui i palazzi antichi vennero abbattuti per la costruzione di moderne e massicce costruzioni quali la Banca d'Italia, il Palazzo dei Portici, la Finanza, la sede INPS, l'INAIL, il Banco di Roma e di Napoli.

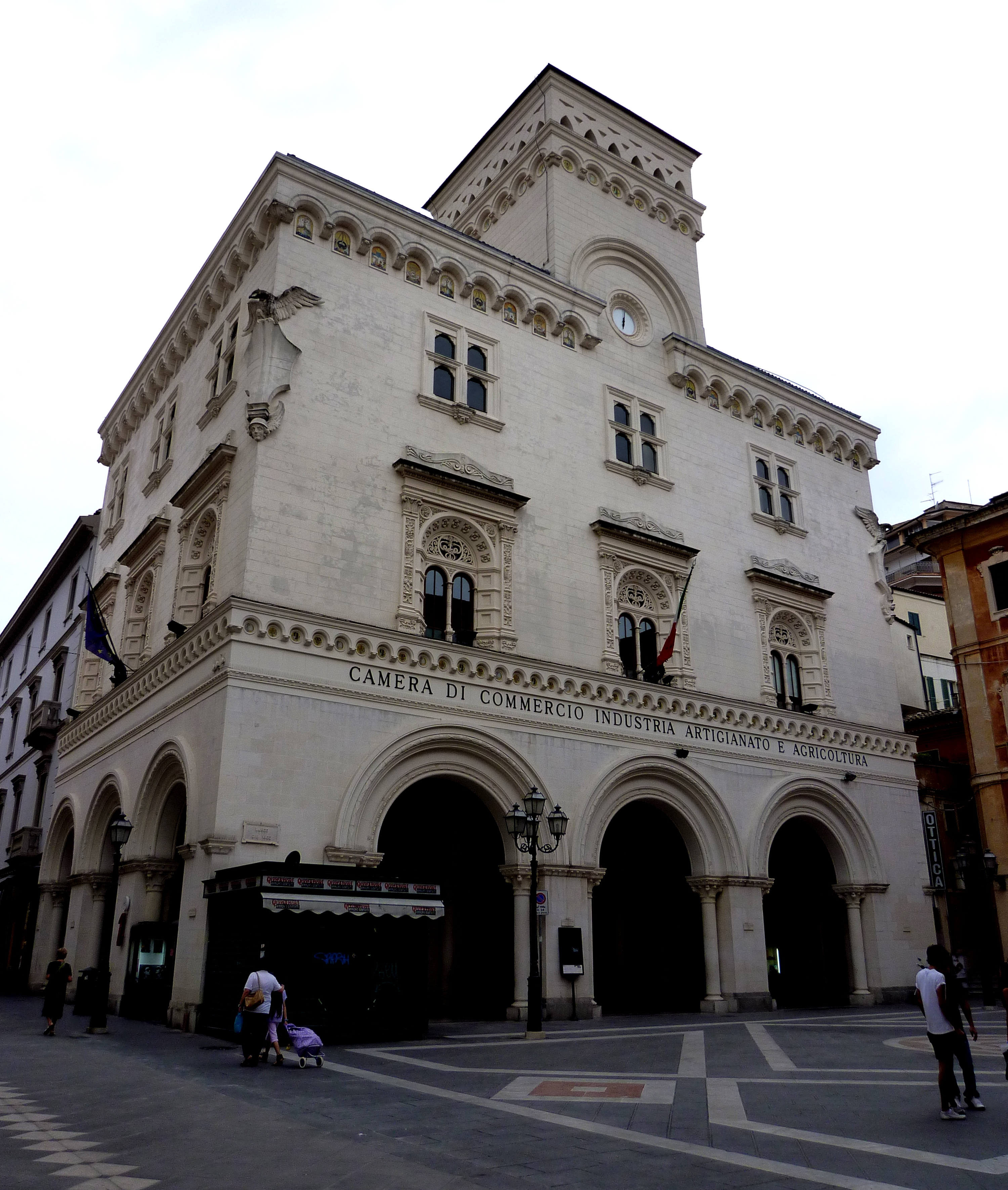
Palazzo della Camera di Commercio a Chieti

Dunque il 1927 fu un anno particolare per l'Abruzzo, anno nel quale vennero realizzati notevoli cambiamenti, come la creazione della nuova provincia pescarese, la ridefinizione dei confini territoriali, ricollocando l'ex circondario dei comuni di Cittaducale, in territorio aquilano, nella provincia di Rieti, stabilendo i confini territoriali a sud con il Molise, e con la costruzione di nuove città lungo la fascia litoranea teramana, quali Montesilvano Marina, Pineto, Silvi Marina, Roseto degli Abruzzi, Alba Adriatica, Tortoreto Lido e Giulianova Lido. Queste cittadine presero rapido sviluppo, e grazie alla vicinanza al mare esse beneficiarono del primo turismo balneare d'élite, insieme a Francavilla al Mare presso Chieti ed a Pescara, con realizzazione di caratteristiche ville e strutture alberghiere.

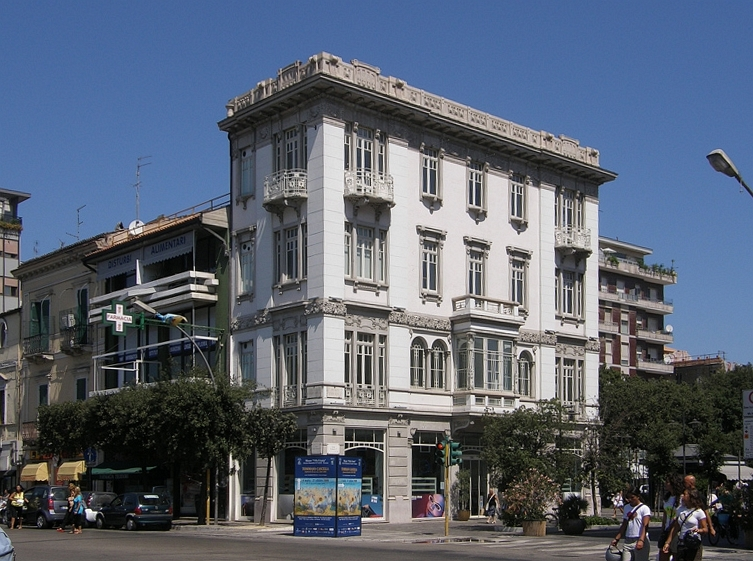
Palazzo Imperato, Pescara

Al giorno d'oggi, del Liberty e dell'eclettismo neogotico che si svilupparono in queste zone, non v'e n'è quasi più traccia a causa della guerra e della ricostruzione massiccia dei centri abitati durante il boom economico. Rimangono solo le principali architetture dei palazzi comunali e delle parrocchie nei principali centri marittimi, e nel caso di Francavilla, distrutta in massima parte dalla guerra insieme alla lì presente Casa Colonica Marina, edificata durante il fascismo, non restano nemmeno i più antichi stabilimenti.

## Lista di architetture di regime eclettico-monumentaliste
La lista contiene sia le architetture civili, nella fase di transizione tra eclettismo Liberty pre-fascista, sia fascista, quando il movimento prese il nome di monumentalismo.

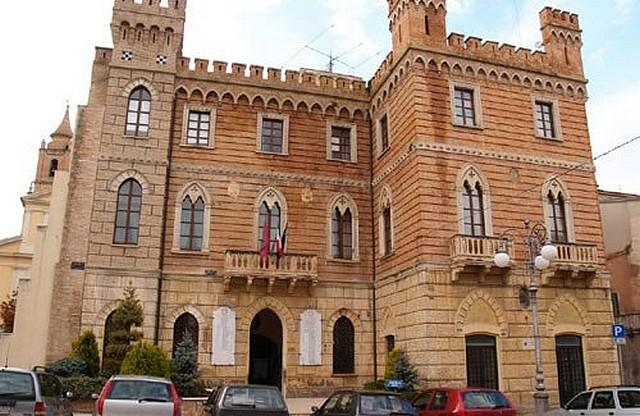
Palazzo comunale di Nereto
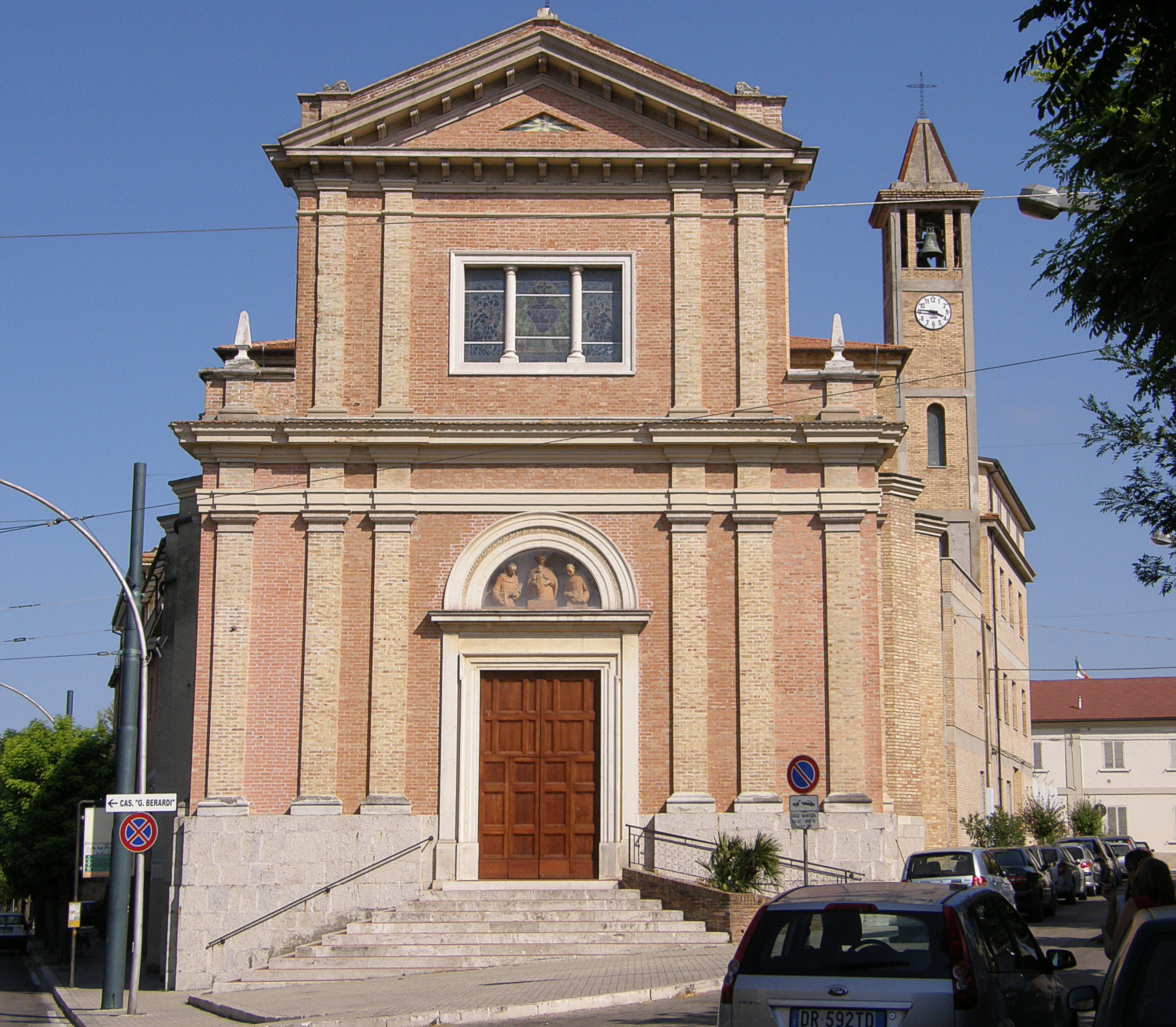
Chiesa del Sacro Cuore, Chieti
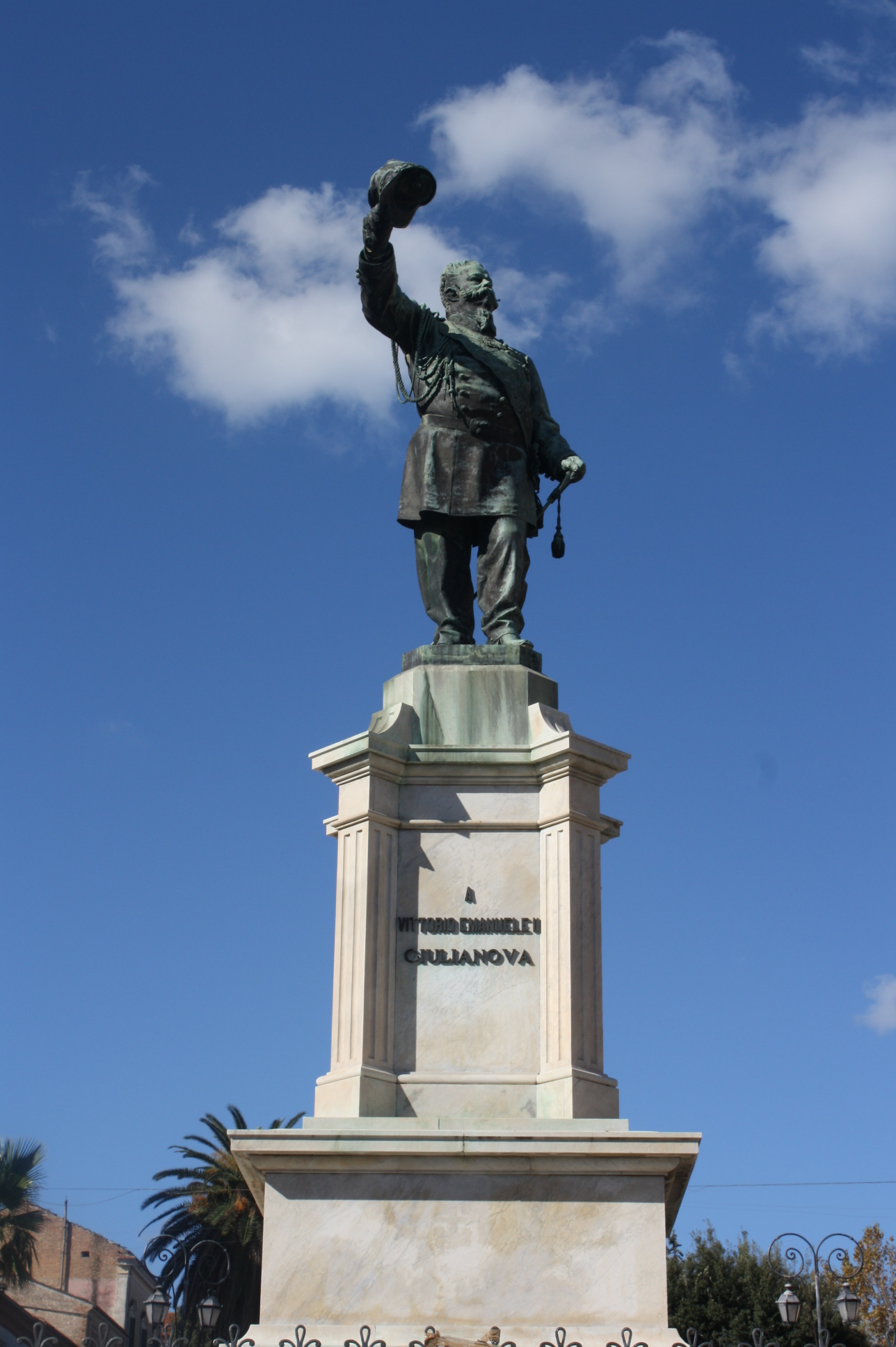
Monumento a Vittorio Emanuele II, Giulianova
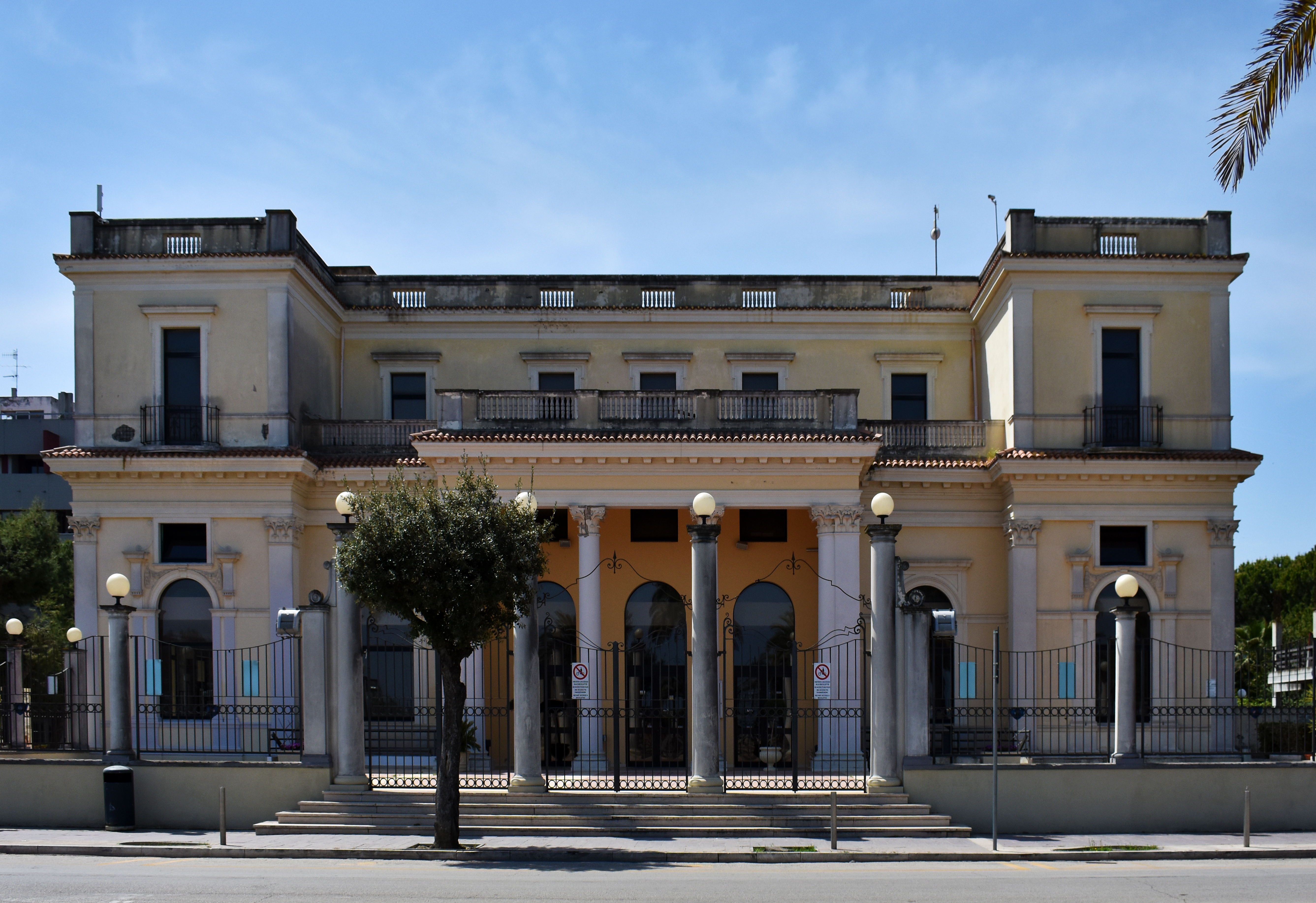
Kursaal di Giulianova
Villa Carabba Sargiacomo, Lanciano

Lista parziale:
- Palazzo del Tribunale di Chieti - piazza San Giustino (all'epoca piazza Vittorio Emanuele), 1920 ca., stile neogotico
- Chiesa parrocchiale del Sacro Cuore - Chieti, stile neorinascimentale e neoclassico (interni), rinascimentale e falso romanico (esterni)
- Chiesa di Santa Maria "Stella Maris" - Pescara (quartiere Pineta), 1936, stile neoromanico
- Palazzetto del Credito Abruzzese - Teramo, piazza Orsini (all'epoca piazza Cavour), 1925 di Alfonso De Albentiis, stile gotico toscano
- Palazzo comunale di Nereto - piazza Cavour - stile neogotico
- Palazzo comunale di Mosciano Sant'Angelo - piazza IV Novembre, ricostruito sopra l'ex palazzo ducale Acquaviva, stile noegotico
- Villino Di Rocco - Teramo, via del Burro (oggi via Carducci), demolito negli anni '50 per costruire la Banca d'Italia
- Villino Orsini - Silvi Marina - via Garibaldi, stile eclettico
- Villa Clemente - Roseto degli Abruzzi - Via Nazionale Adriatica, stile misto eclettico, in abbandono
- Villa Fiore - Alba Adriatica, stile misto, neorinascimentale
- Chiesa madre di Santa Maria Assunta - Sant'Eusanio del Sangro, opera di Nicola Villani (1920), neogotico
- Palazzo de Titta - Sant'Eusanio del Sangro, 1920 ca., stile monumentalista eclettico
- Ex Kursaal di Giulianova Lido, stile monumentalista, pseudo classico
- Monumento a Vittorio Emanuele II - Giulianova alta, piazza della Libertà (al secolo piazza Vittorio Emanuele), opera di Raffaello Pagliaccetti (1889, montato a Giulianova anni più tardi); il monumento rappresenta, insieme alla placca commemorativa di re Umberto I all'Aquila, all'incrocio dei Quattro Cantoni, l'unico monumento a carattere commemorativo della cosiddetta cerchia dei "Padri della Patria", la sua lavorazione fu molto travagliata. In Abruzzo con facilità alla fine dell'Ottocento e nei primi del Novecento si cambiò il nome di strade e piazze dedicate a Vittorio Emanuele, Umberto I, Garibaldi, Cavour, Mazzini e altri, senza però realizzare dei monumenti di ricordo; il monumento di Giulianova rappresenta l'esempio più felice di questa stagione di commemorazione dell'unità d'Italia.
- Villa del Barone De Riseis - Castellammare, poi Pescara, area dell'attuale parco Villa De Riseis, distrutta nel 1943; stile misto con influssi tedeschi
- Ville Pretaroli e Bindi - Silvi Marina (1830-50), stile misto, neoclassico
- Castello Della Monica - Teramo, quartiere San Venanzio-Castello, realizzato da Gennaro Della Monica in stile moresco-neogotico
- Castello Bonifaci di Valleinquina - Valle Castellana, coevo del castello Della Monica di Teramo, opera di Gennaro Della Monica
- Villino Giuliante - Chieti, rione Borgo Marfisi (viale Generale Pianell), opera di Felicetto Giuliante (1920 ca.), neogotico moresco-liberty gaudiano
- Campanile della parrocchia di Santa Maria Assunta - Palombaro (1922 ca.), opera di Felicetto Giuliante, romanico abruzzese, ispirazione alla bottega di Nicodemo da Guardiagrele (XII secolo). Giuliante, anche dopo la guerra, fu uno scultore sui generis in Abruzzo, lodato particolarmente per la sua resa analitica dei particolari delle sculture del monumento, essendosi ispirato a quella bottega di maestri del romanico di Nicodemo, Roberto e Ruggiero di Guardiagrele, attivi nella metà del XII secolo, tanto da essere definito come "l'ultimo scalpellino della Majella".
- Gruppo di Diana cacciatrice, nel palazzo all'incrocio di viale Nettuno con piazza Sirena (nord), a Francavilla al Mare (anni '40)
- Cornicione superiore della Cattedrale di Guardiagrele (primi anni '20), opera di Felicetto Giuliante, ispirazione al romanico del XII secolo
- Portali delle chiese di San Francesco e Santa Chiara - Guardiagrele, opera di Felicetto Giuliante
- Monumento ai caduti di Avezzano (1925 ca.), piazza della Repubblica, a incrocio di via Torlonia con via XXV Maggio; rappresenta la Vittoria in armi da guerra, simile alla Sapienza dell'Università degli Studi di Roma
- Villa Blandina e Casa del Mutilato di Teramo (1926-27 ca.), la prima si trova tra piazza Dante e via Di Paolantonio, in stile neorinascimentale fiorentina, la seconda era la quattrocentesca chiesa della Misericordia, trasformata in una casa per ricoverati di guerra, dallo stile monumentale fiorentino, ispirandosi al Quattrocento.
- Restauro esterni della Cattedrale di San Giustino - Chieti, anni 1920-36, progetto di Guido Cirilli, stile neogotico medievale
- Restauro neogotico degli esterni e interni della Cattedrale di San Giuseppe - Vasto, fine Ottocento, stile neogotico
- Restauro del santuario della Madonna delle Grazie - Monteodorisio, fine Ottocento, stile neoromanico pisano per gli esterni, neogotico lombardo giottesco per gli interni
- Palazzo Muzii-Castelli - Teramo (corso Cerulli), 1920 ca., opera di Vincenzo Pilotti, stile misto eclettico
- Palazzetto di piazza Cavour (oggi piazza Orsini) - Teramo, lato corso Cerulli, in stile neogotico, rimodificato pesantemente negli anni '60
- Monumento ai caduti di Chieti (1920 ca.), realizzato presso la villa comunale, è uno dei più imponenti e meglio riusciti dell'Abruzzo
- Monumento ai caduti dell'Aquila - villa comunale (1928) opera di Nicola D'Antino, inaugurato alla presenza di Vittorio Emanuelle III. Si caratterizza per la figura alata della Vittoria ancora dallo stile classico, e per delle aquile con le ali a mo' di littorio poste ai quattro angoli del blocco di granito.
- Monumento a Ovidio e Cippo per i Caduti della Guerra - Sulmona: il primo fu costruito nel 1925 in piazza XX Settembre (che nel frattempo era stata riqualificata con la demolizione dell'abside dell'ex chiesa del Gesù, e il rifacimento pseudoclassico della facciata dell'ex Collegio dei Gesuiti) da Ettore Ferrari, in omaggio del celebre poeta di Sulmona; il cippo ai Caduti della Guerra, noto anche come Monumento a Carlo Tresca, fu costruito all'ingresso del centro antico nella piazza Vittorio Emanuele (che oggi ha cambiato nome), consiste in un blocco commemorativo in granito con placche bronzee, di tradizione classicheggiante.
- Sacrario ai Caduti della Guerra - Orsogna, parco delle Rimembranze, realizzato negli anni '20 in stile monumentale neoclassico
- Sacrario ai Caduti della Majella e di Andrea Bafile Tenente di Marina - Guardiagrele, realizzato in località Bocca di Valle nel 1923, da Felicetto Giuliante che scavò e adattò una grotta naturale nella roccia (realizzò in pietra majellina anche il blocco della tomba), e da Basilio e Michele Cascella, che realizzarono la decorazione in piastrelle di maiolica della vicina Rapino.
- Monumento ai caduti di Lanciano, piazza Plebiscito, realizzato nel 1926 in stile monumentalista, con la Vittoria che sorregge un caduto
- Monumenti di Guido Di Costanzo di Ortona: Monumento ai caduti a Ortona e Pescara (1926-28), caratterizzati dal forte naturalismo dei bronzi, quello di Ortona si conserva in piazza Porta Caldari (ex piazza della Vittoria), mostra un soldato nell'atto di proteggere, come un eroe classico, con placche commemorative presso il blocco di granito; il monumento di Pescara che stava nell'attuale Piazza Mediterraneo con la fontana di Cascella, fu distrutto dai tedeschi nel 1944, rappresentava due soldati nell'atto di proteggere una figura femminile in costume abruzzese, al centro. Terzo importante monumento di Costanzo, fu la statua di Francesco Paolo Tosti, musicista ortonese, attorniato da delle piccole Muse ispiratrici, attualmente posizionato in piazza Teatro, accanto alla chiesa di Santa Caterina.
- Monumento ai caduti di Borrello, piazza Risorgimento, interessante per il blocco di granito, e per il particolarismo della placca di bronzo con le figure dei soldati e delle armi.
- Monumento ai caduti di Atessa, realizzato presso il fianco della chiesa di San Giovanni in piazza "Centrale" (oggi piazza Benedetti). Caratterizzato da un forte classicismo di reminiscenza ottocentesca, si presenta come un'enorme quinta scenica introdotta da un sipario in bronzo aperto e tenuto fermo da due angeli con trombe.
- Monumento ai caduti di Trasacco, anch'esso caratterizzato da forte classicismo e naturalismo, con la Vittoria alata che suona una tromba.

- Palazzi del corso Trento e Trieste di Lanciano, realizzati lungo il corso e le vie secanti (viale Dalmazia, viale De Crecchio, viale Rimembranze, corso della Bandiera, via Vittorio Veneto, via Cesare Battisti), costruiti negli anni '20 in particolare dall'architetto Donato Villante, con l'eccezione di palazzo De Angelis ex Banco di Roma e il palazzo Martelli Fantini, caratterizzati da un forte classicismo e dal liberty gaudiano.

### Architetture in stile neogotico e romanico

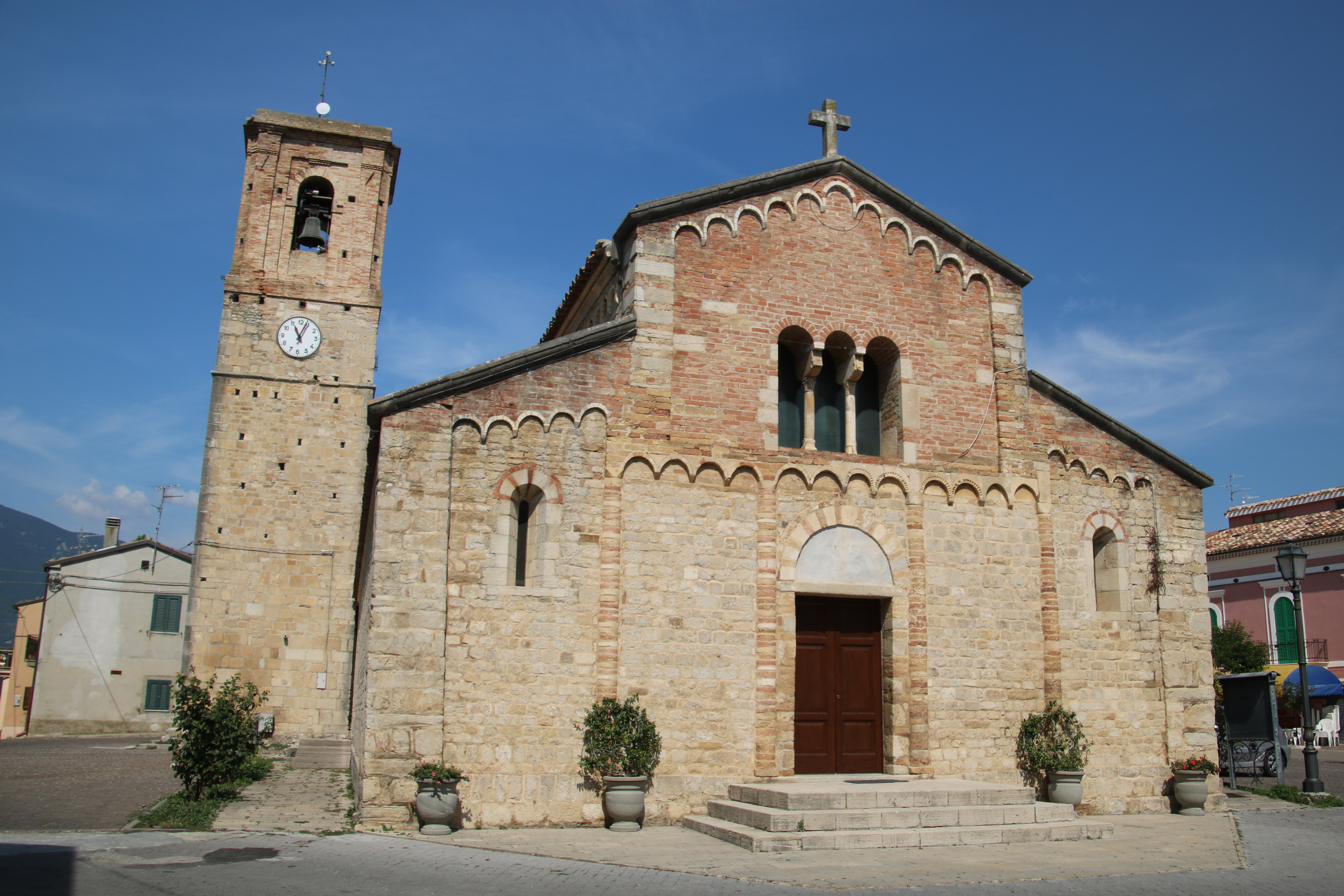
Prospetto della chiesa della Beata Vergine delle Grazie di Civitaquana (PE), facciata restaurata dalle aggiunte barocche nel 1936

Comprendono anche i restauri arbitrari, effettuati a Teramo dallo studioso Francesco Savini sopra chiese storiche.
- Nuova parrocchia di San Silvestro e Sant'Agnese - Pineto, costruita nel 1928 in stile neoromanico toscano
- Parrocchia del Sacro Cuore - Martinsicuro, stile neoromanico semplice
- Chiesa vecchia dalla Natività di Maria Santissima - Giulianova Lido, stile neoromanico
- Nel 1900, a Teramo, restauro della facciata e degli interni del santuario di santa Maria delle Grazie, a cura dell'architetto Savini, in stile neogotico sobrio e neoromanico, con facciata a salienti, interno stile misto
- Nel 1931, sempre a Teramo, restauro della facciata e interni della chiesa di San Domenico con ricostruzione della finestra ogivale, del portale, eliminazione delle patine barocche all'interno
- Restauro della facciata e degli interni del Duomo di San Berardo (1931) - Teramo, riconsacrato per l'occasione a Maria Santissima Assunta; demolizione delle case attaccate alla facciata, ripulitura della facciata dalle chiusure delle finestre e dei portali, demolizione delle aggiunte tardobarocche (XVIII secolo) agli interni, demolizione delle cappelle laterali, meno il cappellone di San Berardo.
- Restauro della chiesa di San Vito a Valle Castellana, con l'aggiunta di un altro corpo addossato alla chiesa romanica, in stile neogotico
- Nel 1936, restauro della facciata della chiesa della Madonna delle Grazie a Civitaquana, eliminando le aggiunte barocche, e riportando il progetto ad un ipotetico stile romanico di tradizione lombardo-milanese.
- Nel 1938 restauro della facciata e interni del santuario della Madonna dello Splendore di Giulianova in stile neoromanico per la facciata, misto per gli interni
- Restauro della facciata della chiesa di San Salvatore a Pollutri, stile romanico lombardo.

### Arte littoria

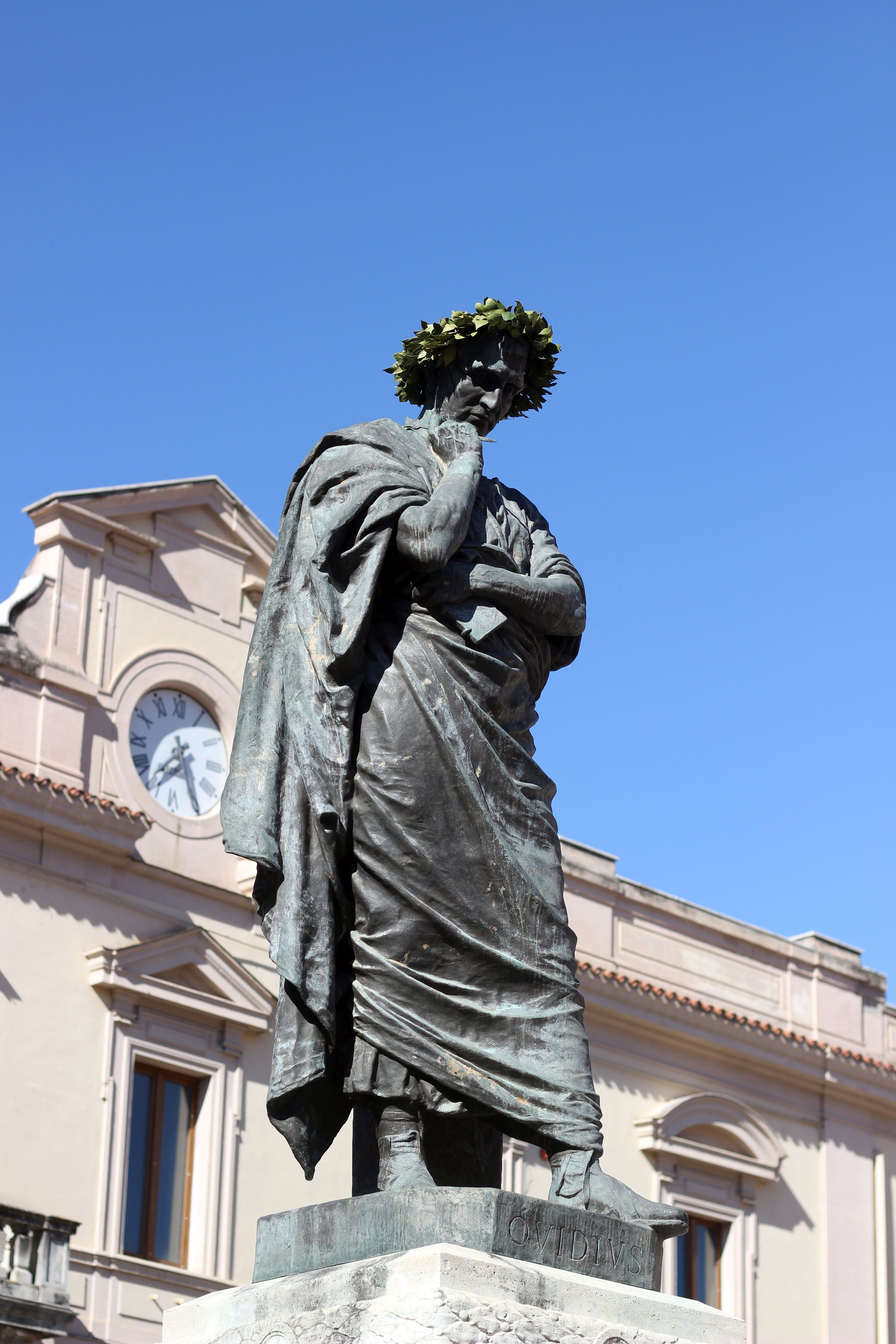
Statua di Ovidio a Sulmona, piazza XX Settembre

Nella seconda fase dell'architettura fascista, in Abruzzo giunse il razionalismo, anche se fu interpretato sempre attraverso gli schemi del classicismo greco-romano, e soprattutto per opera degli architetti Vincenzo Pilotti, Cesare Bazzani ed altri, che interpretarono il movimento in modo da rendere la cultura tradizionale abruzzese protagonista di questi monumenti "parlanti". Dal 1934 agli anni '40, soprattutto L'Aquila, fu centro fiorente di questo stile, rappresentato dagli architetti, Mario Gioia, Vincenzo Di Nanna, Luigi Cardilli, Vittorio Bonadè Bottino. Costoro realizzarono i due palazzi d'ingresso a corso Vittorio Emanuele dal piazzale del Castello, ossia la cosiddetta Casa dei Combattenti, il Palazzo Leone, il Palazzo Casa del Balilla, la Casa della Giovane Italiana, la Chiesa del Cristo Re, l'hotel Campo Imperatore ad Assergi, il villaggio sciistico di Fonte Cerreto e il Grande Albergo del Parco nella villa comunale. Contemporaneamente lo scultore Nicola D'Antino firmava i capolavori de "La Montanina" in Piazza IX Martiri, allora Piazza XVIII Ottobre, nel 1934 la Fontana luminosa posta all'ingresso del corso, nel 1928 il Monumento ai caduti nella villa comunale, e le due statue maschili in Piazza Duomo del gruppo Fontana vecchia.

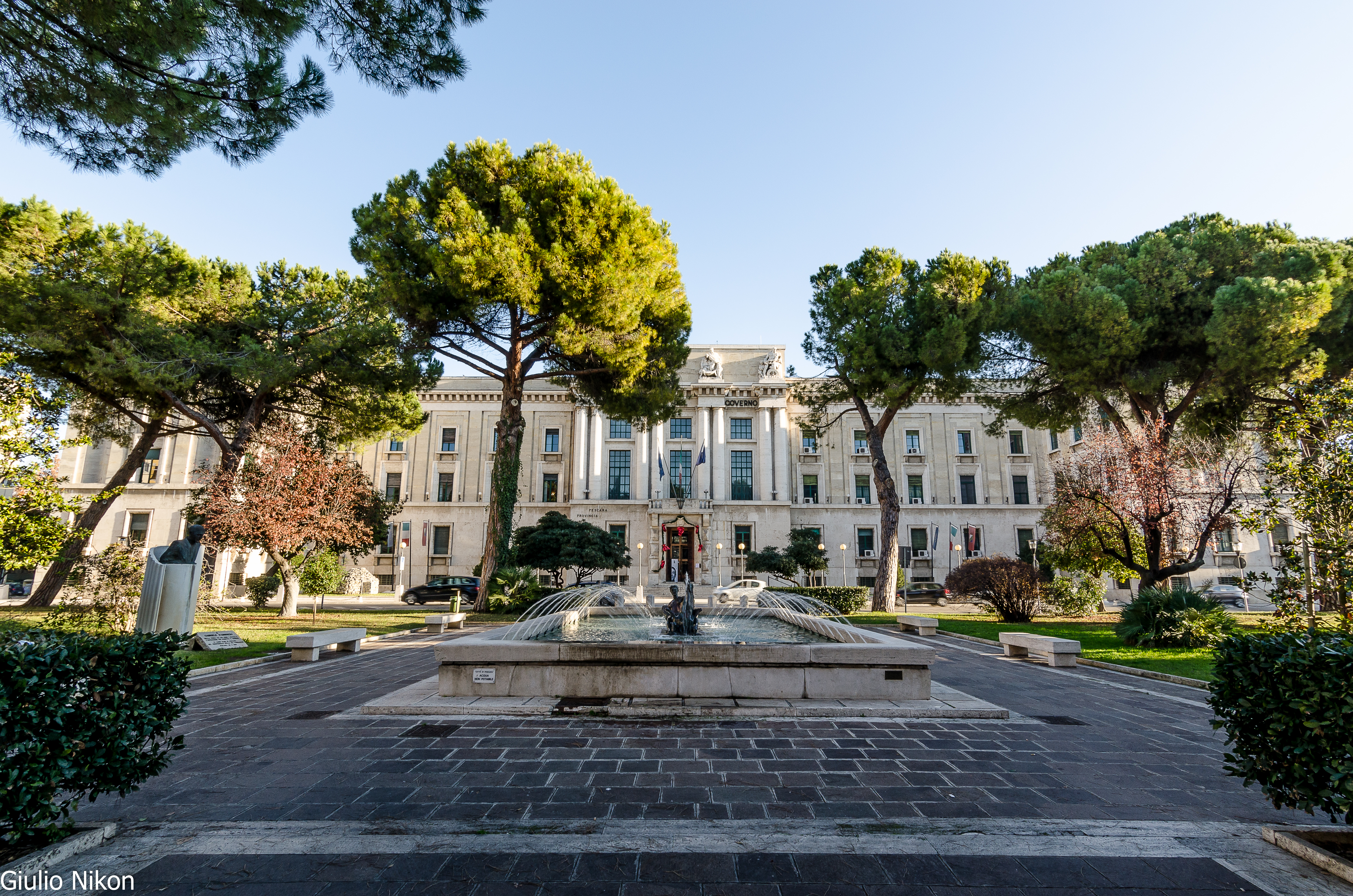
Palazzo del Governo a Pescara, piazza Italia

Per concludere tra le architetture di interesse nel resto d'Abruzzo, possiamo annoverare: il sacrario di Andrea Bafile a Bocca di Valle di Guardiagrele, il Palazzo OND e l'ex Biblioteca De Meis a Chieti, la facciata del teatro comunale Fenaroli a Lanciano, che, fino al 2017 aveva ancora i fasci littori, il Palazzo del Convitto "Melchiorre Delfico" a Teramo, ancora in stile eclettico neoclassico-neorinascimentale, opera dell'architetto De Albentiis. A causa del terremoto del 1933, due borghi come Salle vecchia e Pescosansonesco alto vennero ricostruiti: il municipio di Salle Nuovo è l'edificio più interessante, con il caratteristico schema del vialone che conduce alla piazza della parrocchia e del municipio.

## Seconda fase del movimento: il razionalismo littorio
Gli architetti più importanti che contribuirono al movimento del razionalismo littorio furono: Camillo Guerra, Florestano Di Fausto, Vincenzo Pilotti, Cesare Bazzani, Sebastiano Bultrini.
Lo sviluppo architetturale di questo stile si concentra soprattutto dai primi anni '30 agli anni '40 del Novecento, fino allo scoppio della seconda guerra mondiale, in particolare sui palazzi di rappresentanza, come il Municipio, il palazzo della Provincia, il palazzo della Posta, il palazzo dell'Istituto di Credito, la Casa del Mutilato, e monumenti vari, come ponti, statue, fontane, piazze.
Un caso unico fu la "monumentalizzazione" della nuova Pescara, comune unificato nel 1927, che dovette dotarsi di nuovi edifici di rappresentanza e di servizio economico sociale. Lo stesso avvenne a Teramo con la costruzione del nuovo palazzo delle Poste, del nuovo Liceo classico "Melchiorre Delfico", della scuola Normale femminile "Giannina Milli". A L'Aquila con la riqualificazione di Piazza Duomo, tra il 1927 e il 1928 con la realizzazione del palazzo delle Poste, nel 1940 con la Banca d'Italia coeva al palazzo Federici con i portici al corso Vittorio Emanuele. Un razionalismo più puro a L'Aquila riguardò la costruzione sul corso, all'incrocio dei Quattro Cantoni del palazzo INAIL,  al corso Federico II della sede INPS,  e, nel 1941, del vicino Grande Hotel del Parco affacciato sulla villa comunale, poi del Cinema teatro "Massimo" e della seconda sede degli Uffici Provinciali con i portici e simboli littori del Lavoro e della Civiltà.
A Chieti si ricordano il nuovo palazzo della Camera di Commercio in piazza Giambattista Vico, edificato in stile eclettico, il palazzo dell'ex Opera Nazionale Dopolavoro in piazza Trento e Trieste dal chiaro stile littorio, e, nel 1936 il palazzo della nuova biblioteca provinciale De Meis, anch'essa dal chiaro stile littorio, con la torre monumentale.
A Vasto fu realizzato il nuovo quartiere residenziale sul Piano Aragona, con la realizzazione del Corso Littorio, oggi corso Nuova Italia, con edifici dallo stile eclettico e razionalista, dei quali si ricorda il cinema Politeama Ruzzi, e i due palazzi delle scuole elementari affacciati su piazza Rossetti.
In sostanza l'architettura littoria abruzzese ricalca il modello di Roma, tuttavia, e in particolar modo in città come Chieti e Pescara, l'edificazione fu una interpretazione personale degli architetti, interpretazione che offrì spunti di originalità, una sorta di contaminazione creativa che seguì lo spirito patriottico dell'identità regionale, con rimandi ad altre architetture abruzzesi dei secoli passati. L'esempio di eclettismo ideale fu il Palazzo della Camera di Commercio a Chieti del 1934, ad opera di Camillo Guerra.

## Il progetto "Pescara"

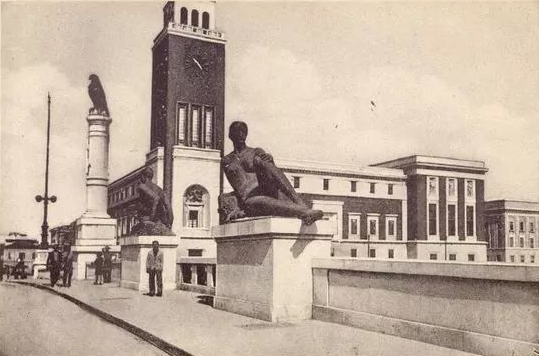
Il ponte Littorio e la torre del nuovo palazzo comunale di Pescara nel 1935

La città che, da un punto di vista meramente architettonico, beneficiò della presenza dello stile littorio fu appunto Pescara. Dopo le questioni di unificazione dei due comuni di Castellammare e Pescara, fusione avvenuta nel 1927, partì il progetto guidato da Cesare Bazzani e Vincenzo Pilotti di allargamento e monumentalizzazione della città in modo da consentire al comune di diventare un capoluogo di provincia efficiente. Venne realizzata la Piazza dei Vestini, oggi Piazza Italia, all'ingresso del corso Vittorio Emanuele, con i palazzi del Pilotti del Municipio, della Finanza e del Governo con annessa biblioteca pubblica. Lo stile è quello del razionalismo pieno, anche se ancora contaminato da elementi classici, soprattutto per il Palazzo della Provincia. A poca distanza venne inaugurato il liceo classico, il primo, nel 1934, dedicato a Gabriele D'Annunzio quando era ancora in vita. A Pescara vecchia veniva allargato viale Umberto I, vennero edificati nuovi palazzi, mentre la vecchia Chiesa del Sacramento o di San Cetteo veniva demolita a causa di problemi di staticità e ricostruita dall'architetto Bazzani nello stile neoromanico, divenendo il nuovo Duomo di Pescara. Situato all'incrocio di corso Vittorio Emanuele con corso Umberto I, veniva inoltre costruito il Banco di Napoli, coevo del principale Palazzo delle Poste, uno degli esempi più riusciti di razionalismo abruzzese, privo di contaminazioni neoclassiche, che funse da ingresso allo stradone in corrispondenza del palazzo Imperato in stile liberty.

## Elenco delle architetture littorie abruzzesi

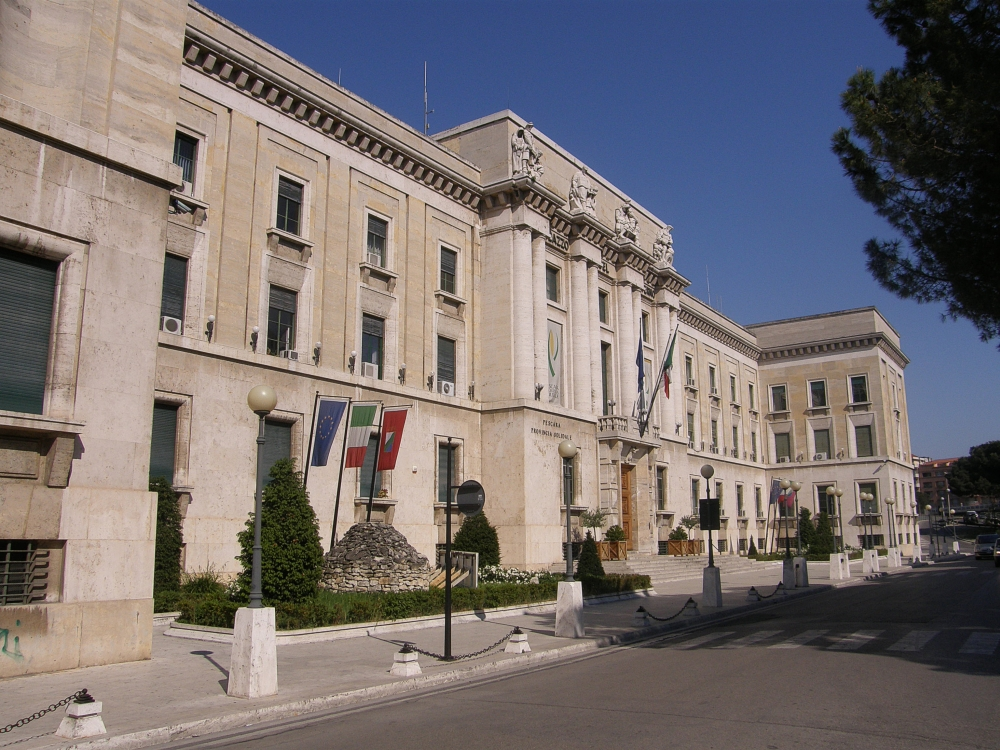
Palazzo della Provincia di Pescara
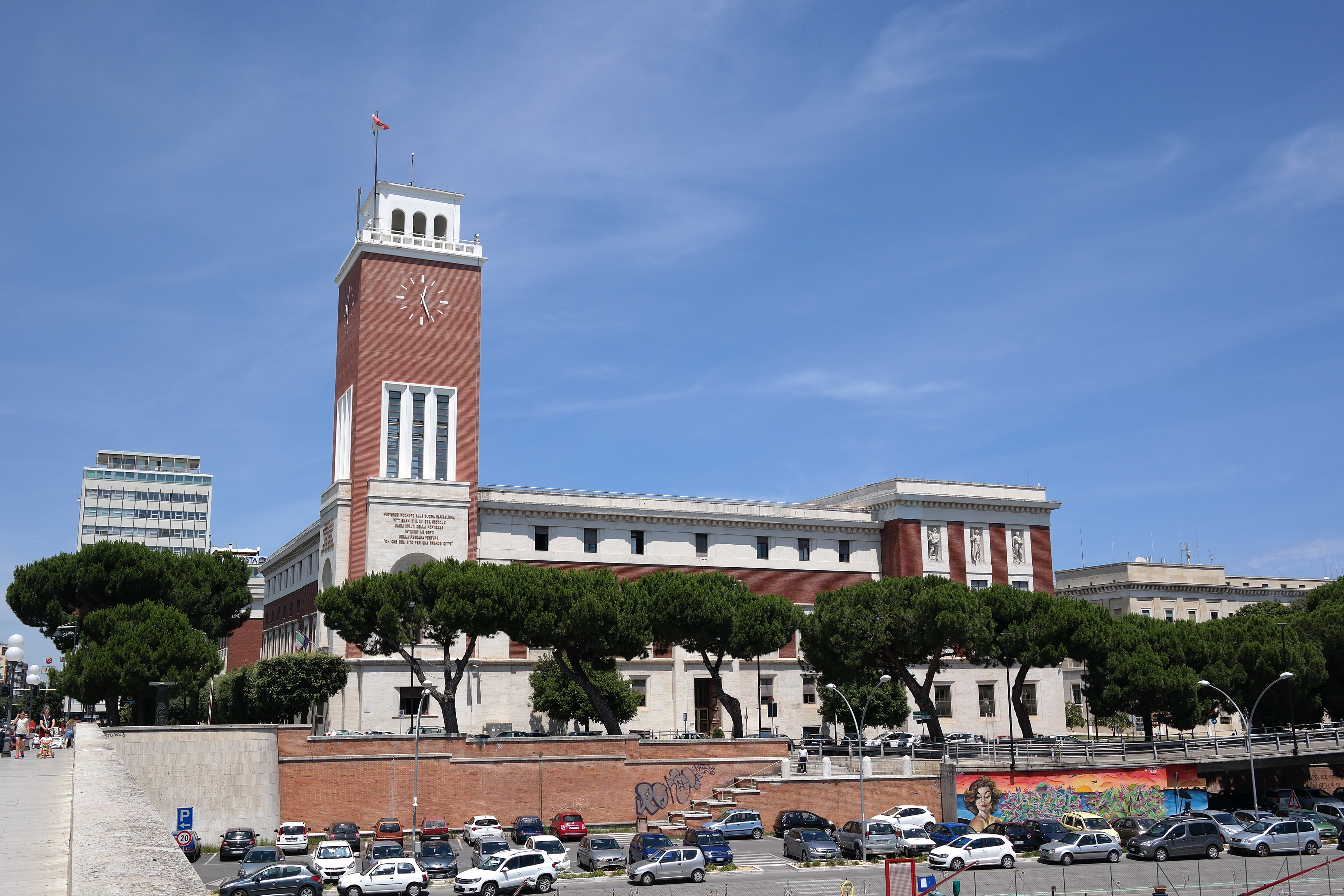
Palazzo di Città, Pescara
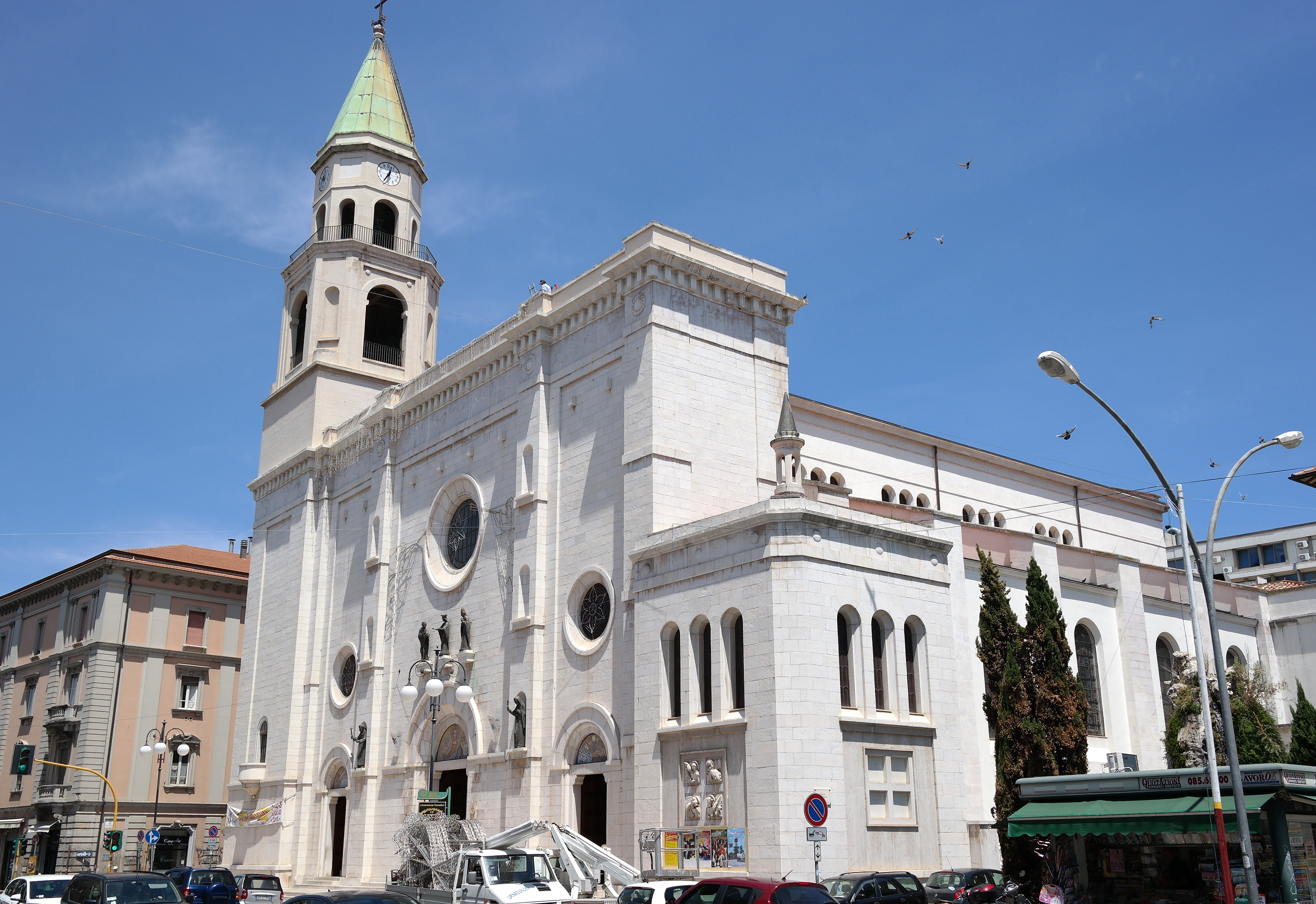
Cattedrale di Pescara
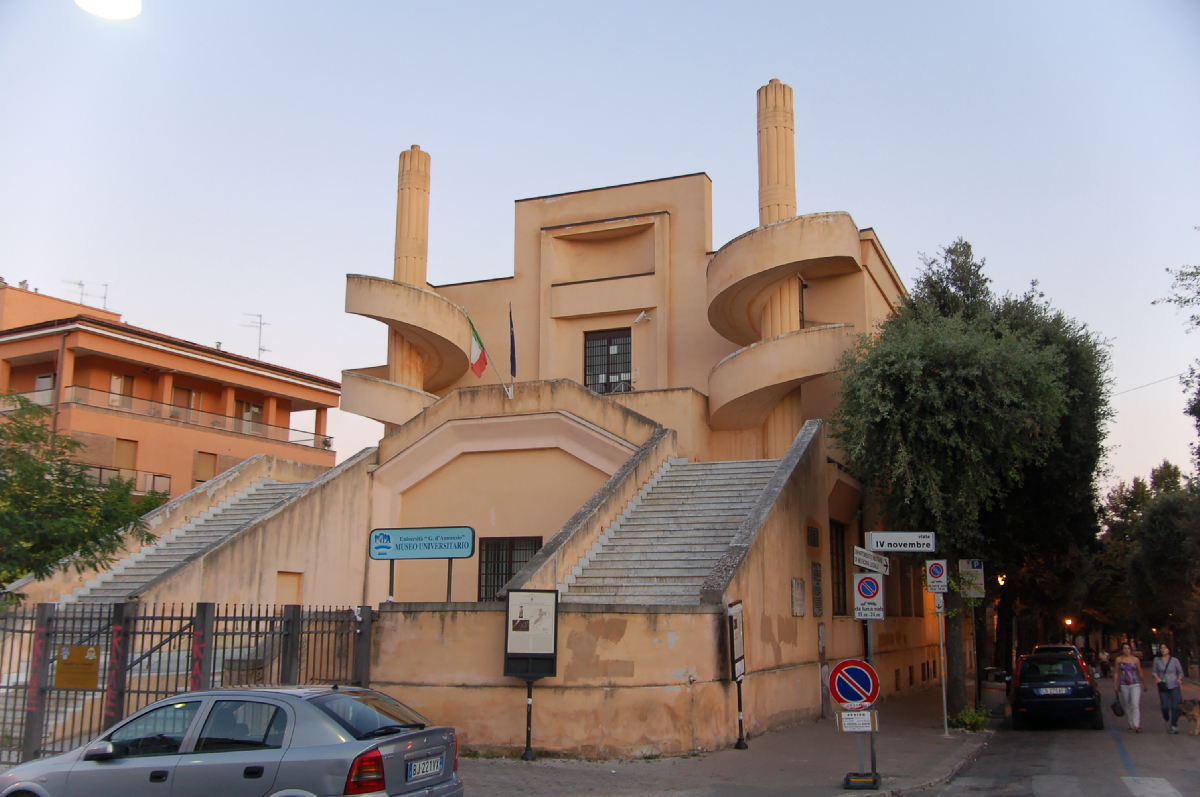
Ex palazzo OND di Chieti, sede del Museo universitario
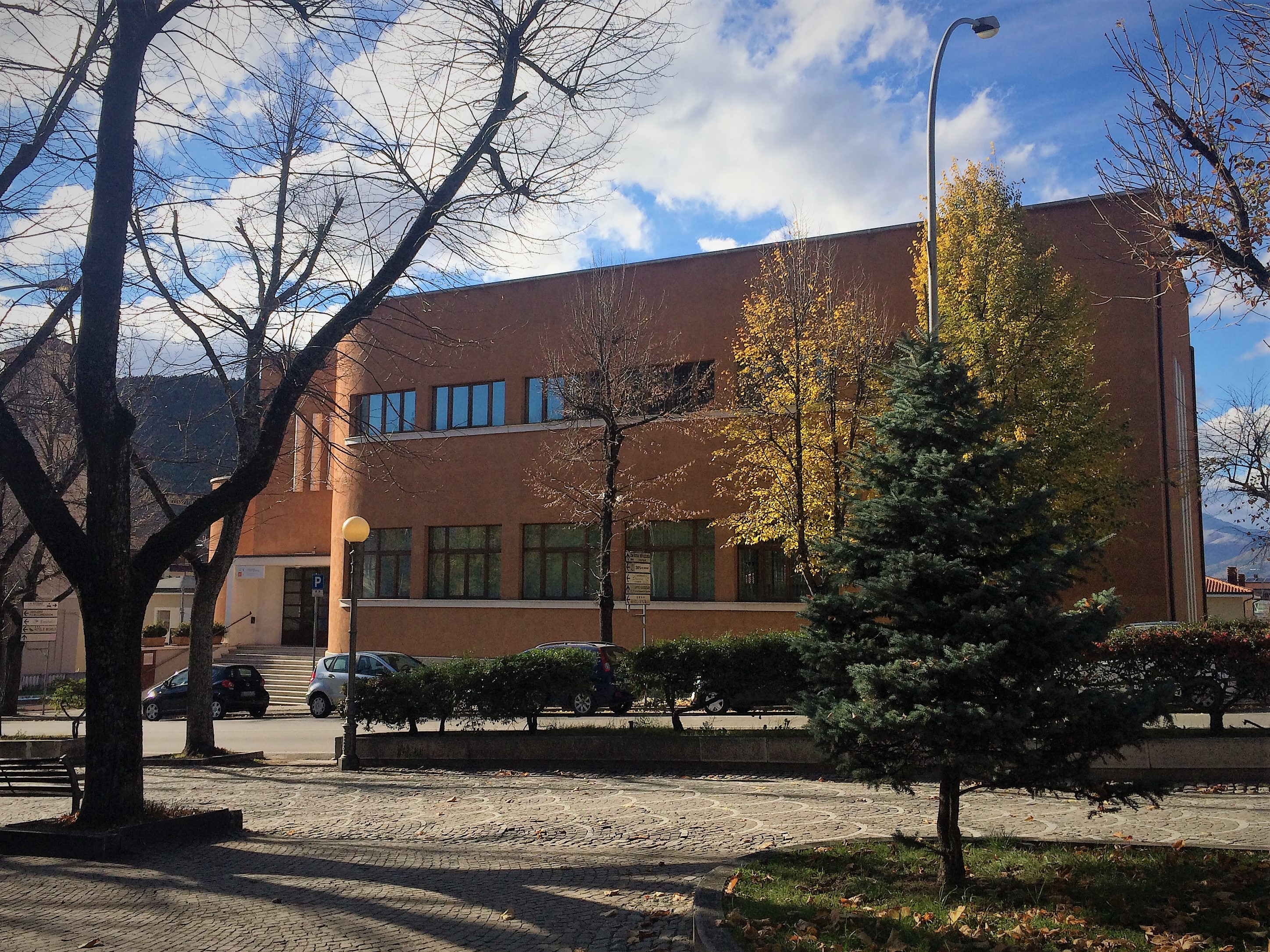
Casa della Giovane Italiana, L'Aquila

Questa è una lista parziale, molte di queste architetture avevano la decorazione del triplo fascio littorio, come il palazzo INAIL dell'Aquila o la Fontana luminosa dell'Aquila, ma dopo la guerra furono rimossi:
- Palazzo Leone e Casa del Combattente (1935 ca.): ingresso monumentale al corso Vittorio Emanuele a L'Aquila, palazzi gemelli
- Ex Casa del Balilla - L'Aquila (via Michele Iacobucci), zona villa comunale, stile misto monumetnalista
- Casa della Giovane Italiana - L'Aquila, viale Crispi, razionalismo
- Hotel "Grande Albergo del Parco" - L'Aquila, incrocio di via L.Rendina con corso Federico II, razionalismo pieno (1941)
- Istituto INPS - L'Aquila, corso Federico II, pieno razionalismo

Fontana luminosa - L'Aquila, piazzale Battaglione degli Alpini (1934) opera di Nicola D'Antino, razionalismo e monumentalismo
- Le due fontane di Piazza Duomo a L'Aquila, restaurate, nella scultura bronzea degli uomini, da Nicola d'Antino
- Palazzo INAIL con portici e Palazzo delle Corporazioni Comunali - L'Aquila (corso Vittorio Emanuele, angolo con via San Bernardino e piazza San Bernardino), stile razionalista
- Hotel San Michele - L'Aquila, via S. Michele, stile razionalista
- Palazzo della Posta e nuova casa delle Cancelle - L'Aquila, piazza Duomo: il palazzo fu costruito dopo il 1927 in stile monumentalista classico accanto alla chiesa delle Anime Sante, arretrando l'antica casa medievale con le botteghe del pesce, detta "Le Cancelle" per la forma dei portali. Le porte furono smontate e rimontate presso una casa appena dietro la piazza, in via Simeonibus
- Restauro della facciata della chiesa di San Marciano (1940), L'Aquila, seguendo la linea romanica aquilana
- Restauro della chiesetta della Madonna degli Angeli a Porta Napoli - L'Aquila, post 1935, rimontaggio della facciata dell'ex chiesa della Madonna del Guasto (Zona ex ospedale San Salvatore)
- Chiesa parrocchiale di Cristo Re - L'Aquila, viale Crispi (1935), stil razionalista puro
- Monumento ai caduti di Aielli Stazione, stile littorio
- Nuovo municipio di Salle (allora Salle del Littorio), post 1933, tutto il paese è impostato seguendo le linee architettoniche delle "città di fondazione" di regime, come Latina, Sabaudia, Pomezia, con ampia piazza rettangolare con lampioni in ordine regolare, municipio razionalista, chiesa parrocchiale che ricalca il romanico abruzzese, fontana con ancora il fascio littorio
- Villaggio di Fonte Cerreto - Assergi dell'Aquila, stile razionalista
- Hotel "Campo Imperatore"  di Assergi (1934), puro razionalismo

- Palazzo del Governo e del Municipio di Pescara (1937 ca.) di Vincenzo Pilotti in piazza Italia, puro razionalismo, monumentalismo classico per il palazzo della Provincia
- Ponte del Littorio - Pescara (1934-35), attuale ponte Risorgimento, distrutto dai tedeschi nel 1944. Il ponte doveva collegare dal fiume, le due realtà di Pescara e l'ex Castellammare dal corso Vittorio Emanuele. Realizzato in travertino con distici elegiaci, e ordine regolare di statue muliebri di Nicola d'Antino, e blocchi con aquile littorie di Cesare Bazzani.
- Nuova cattedrale di San Cetteo di Pescara (1933-39) di Cesare Bazzani, costruita sopra la vecchia chiesa, stile monumentalista neoromanico stile abruzzese per gli esterni, neorinascimentale per gli interni, con cappellone dedicato a Luisa De Benedictis, madre di Gabriele D'Annunzio
- Restauro della casa natale di Gabriele d'Annunzio - Pescara, 1927-35, stile monumentalista
- Palazzi vari di Pescara in stile monumetnalista e razionalista: palazzo della Camera di Commercio (viale Marconi incrocio con via Conte di Ruvo), palazzo della Posta e del Telegrafo (corso Vittorio Emanuele, stile monumentalista razionalista), palazzo dell'ex Banco di Napoli (monumentnalista, incrocio di corso Vittorio Emanuele con corso Umberto I), palazzo Muzii ex Banco di Roma (corso Umberto I, poi affaccio su piazza Salotto lato via Regina Margherita, con i portici) in stile monumentalista neorinascimentale; teatro Pomponi (nel 1923, demolito nel 1962, stava nell'attuale piazza 1º Maggio lato corso Umberto) in stile neorinascimentale; palazzo del Teatro Massimo di Pescara (1936) opera di Vincenzo Pilotti in stile razionalista, ricalva un bastione dell'ex fortezza pescarese; Liceo classico "Gabriele d'Annunzio" (1936 ca.) opera di Pilotti, stile monumentalista pseudo-ottocentesco; Liceo scientifico "Galilei" (1934-35) in via Balilla, razionalismo puro; Ex circolo Tennis di Pescara (1934, distrutto durante la guerra) stava tra il lungomare e via Gramsci, in stile monumentalista pseudo-ottocentesco, vi sorge sopra il palazzo della Galleria d'arte moderna "V.Colonna"
- Riqualificazione del Kursaal di Pescara con il ferrod i cavallo, per il liquorificio

- Palazzo della Camera di Commercio o Corporazioni Agricole di Chieti - piazzale Giambattista Vico (1930) opera di Camillo Guerra, stile neomedievale che ricalca il romanico abruzzese (decorazione abruzzese dei cammei in maiolica di Castelli)
- Palazzo della Posta di Chieti - viale Spaventa (1927-1932 ca.) progetto di Camillo Guerra, stile monumetnalista pseudo-ottocentesco
- Palazzo Opera Nazionale Dopolavoro "Arnaldo Mussolini" di Chieti - piazza Trento e Trieste (1935 ca.) progetto di Camillo Guerra, sopra i bagni pubblici in stile neoclassico. Caratteristica i fasci littori che terminano da una doppia scalinata a chiocciola.
- Villaggio del Fanciullo di Chieti - sotto la villa comunale, razionalismo puro
- Villaggio Celdit - Chieti Scalo: sobborgo operaio per la fabbrica di conceria, case comprese tra via Pescara, via Colle dell'Ara, campo "Celdit". La fabbrica di gelatina è stata demolita, era lungo la via Tiburtina Valeria.
- Restauro della facciata del Teatro "Fedele Fenaroli" a Lanciano, 1938, in stile classico monumentalista, con i fasci, distrutti nel 1943, ripristinati nel 1996 e rimossi nel 2016 dall'amministrazione Mario Pupillo
- Condominio di via Isonzo e piazza della Vittoria a Lanciano - stile monumentalista, proto-razionalista (fine anni '30)
- Palazzi in stile decò e razionalista a Lanciano: villini signorili lungo viale Cappuccini (villa Pace, villa D'Ovidio, villa D'Alessandro), palazzi del quartiere Trento e Trieste (palazzo dei Portici, palazzo Maiella, ex ospedale civile)
- Fontana monumentale "La Rotonda" - Teramo- piazza Garibaldi, realizzata nel 1934 ca. da Adriano de Adcentiis, demolita nel secondo dopoguerra. Caratterizzata da impianto circolare con tre vasche circolari che di riducono in ordine decrescente per grandezza,  fino alla lanterna centrale che espelleva l'acqua dalla cannella.
- Teatro comunale "Vittoria", poi Francesco Paolo Tosti - Ortona (1929-1930) stile monumentalista classico, stile Teatro dell'Opera di Parigi
- Palazzo della biblioteca provinciale "Angelo Camillo De Meis" - Chieti (piazza Templi Romani ex Largo Marcello, riqualificato nel 1927-36) opera del 1936, con torre littoria, sopra cisterna romana
- Palazzo delle Poste di Teramo - stile monumentalista pseudo-classico
- Ex casa del Fascio e Casa del Combattebte - Sulmona, la prima è in pieno stile littorio, con la torre d'avvistamento, in via Gramsci, la seconda è in stile proto-monumentalista, in via Ciofano
- Cinema teatro Massimo - L'Aquila (post 1935), corso Federico II e palazzo degli Uffici Provinciali, a portici in via sant'Agostino, (monumentalista, razionalista)
- Ex centrale del Latte di Pescara - via del Circuito (1932), progetto di Florestano Di Fausto, dopo l'abbandono, è stata demolita nel 2010
- Facciata completata del Duomo di San Massimo - L'Aquila (1933 ca.) stile monumentalista classico, su progetto di Giambattista Gamba
- Scritta monumentale "DUX" sulla roccia che sovrasta il borgo di Villa Santa Maria (1934) ca.
- Borgo Ottomila - Avezzano, piana fucense, impianto ortogonale.
- Restauro in stile littorio di Porta Reale di Teramo (1937), Largo Madonna delle Grazie
- Incile del Fucino - Avezzano, stile monumentalista, via SP20, località Case Incile
- Ex colonia marina "Stella Matutina" o Stella Maris di Montesilvano (1939) di Francesco Leoni, stile razionalista, a pianta triangolare.
- Palazzo Liberatoscioli - Guardiagrele . via Modesto della Porta, facciata tardo monumentalista, con elementi neorinascimentali
- Colonia fascista "Stella Maris" di Francavilla al Mare, distrutta nel 1944, era in via San Franco
- Nuovo corso del Littorio - Vasto (all'epoca Istonio) 1934-38 ca., poi "corso Nuova Italia" con palazzi monumentali,  tra cui il Politeama Ruzzi, il progetto partiva dalla riqualificata piazza Rossetti, e arrivava alla villa comunale delle Rimembranze.
- Nuova piazza Gabriele Rossetti - Vasto, costruzione del monumento al poeta Rossetti, giardini e palmeti, nuovi palazzi della Posta e della scuola elementare, cortine di ingresso al corso Littorio, con ancora i fasci littori